# Charnay (Rhône)
Pour les articles homonymes, voir Charnay.
Charnay est une commune française située dans le département du Rhône, en région Auvergne-Rhône-Alpes.

## Géographie

### Situation

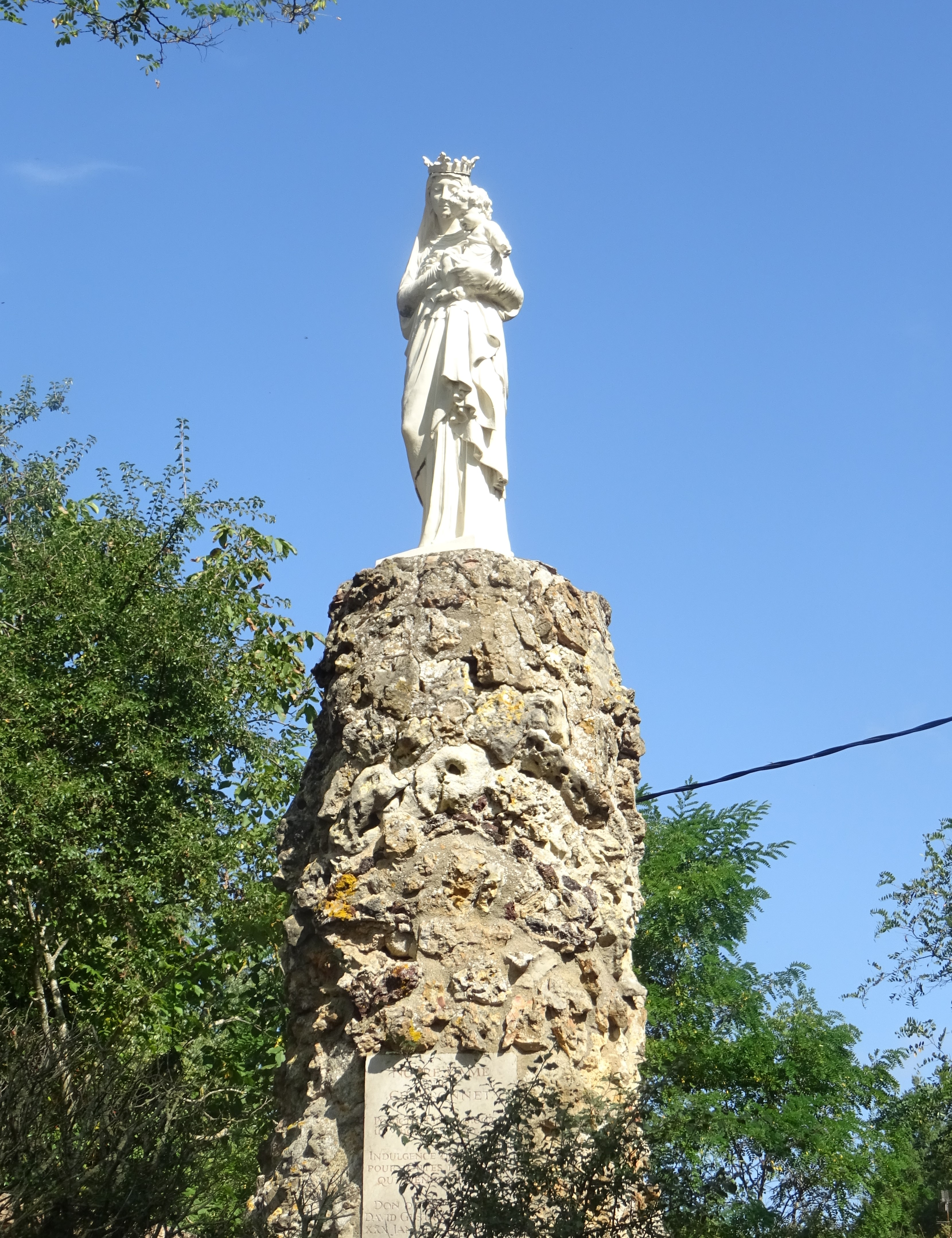
Statue de la Vierge du Chevronnet.

Une étroite crête d’orientation nord-sud s’étire sur environ 13 km de Villefranche-sur-Saône à Lozanne dans la partie sud du Beaujolais. Le territoire de la commune de Charnay est à cheval sur cette crête sur une longueur de 4 km et une largeur de 2 km sauf dans sa partie sud qui se rétrécit pour se terminer en pointe sur la rive gauche de l’Azergues. Ce territoire comprend la totalité du versant ouest de la crête jusqu’au ruisseau d’Alix qui tire son nom de la commune voisine. Du côté est, il s’arrête à mi-pente en limite de la commune de Morancé. Au total, une superficie de 7 km2. La première caractéristique du bourg est d’être perché sur la crête même dont l’altitude varie assez peu au-dessus de 400 mètres, avec un maximum de 446 mètres à la Vierge du Chevronnet, soit une domination de plus de 200 mètres sur les environs proches et une vue dégagée sur de lointains horizons.
Du point de vue géologique, l’ensemble de la crête correspond à un anticlinal dont l’armure calcaire date de l’étage aalénien du Jurassique moyen. La belle coloration jaune de ce calcaire dit à entroques, du nom du fossile constitutif, a valu à tout ce secteur méridional du Beaujolais l’appellation de Pays des Pierres dorées. Il en résulte un deuxième avantage car c’est un excellent matériau de construction. De surcroît, la culture de la vigne se trouve favorisée non plus seulement par l’exposition des versants au soleil mais aussi par la nature du sol à l’égouttage facile. Il est à noter enfin que la fixation de l’habitat principal sur la crête libère les versants pour le développement maximal du vignoble. Cette règle s’applique à la totalité des communes de l’ensemble de la crête, de Pommiers au nord à Saint-Jean-des-Vignes au sud.
Charnay est situé à vol d’oiseau à une vingtaine de km au nord-nord-ouest de Lyon. L’influence de la grande métropole religieuse s’y est manifestée depuis le XIe siècle. Rappelons que dans la vallée proche de la Saône l’affrontement entre l’Église lyonnaise et les sieurs de Beaujeu s’est jouée entre Anse aux mains des chanoines-comtes et les sieurs de Beaujeu fondateurs de Villefranche-sur-Saône, à une latitude plus septentrionale. Par ailleurs, la situation à l’écart des grandes voies de circulation explique que Charnay ait été peu mêlée aux grands mouvements qui ont agité l’ensemble du royaume de France.
La commune fait partie de la communauté de communes Beaujolais Pierres Dorées.

### Climat
Pour des articles plus généraux, voir Climat d'Auvergne-Rhône-Alpes et Climat du Rhône.
En 2010, le climat de la commune est de type climat océanique dégradé des plaines du Centre et du Nord, selon une étude du Centre national de la recherche scientifique s'appuyant sur une série de données couvrant la période 1971-2000. En 2020, Météo-France publie une typologie des climats de la France métropolitaine dans laquelle la commune est exposée à un climat de montagne ou de marges de montagne et est dans la région climatique Nord-est du Massif Central, caractérisée par une pluviométrie annuelle de 800 à 1 200 mm, bien répartie dans l’année.
Pour la période 1971-2000, la température annuelle moyenne est de 11,2 °C, avec une amplitude thermique annuelle de 17,7 °C. Le cumul annuel moyen de précipitations est de 839 mm, avec 9,6 jours de précipitations en janvier et 7,2 jours en juillet. Pour la période 1991-2020, la température moyenne annuelle observée sur la station météorologique de Météo-France la plus proche, « Le Breuil », sur la commune du Breuil à 6 km à vol d'oiseau, est de 11,6 °C et le cumul annuel moyen de précipitations est de 749,8 mm,. Pour l'avenir, les paramètres climatiques de la commune estimés pour 2050 selon différents scénarios d'émission de gaz à effet de serre sont consultables sur un site dédié publié par Météo-France en novembre 2022.

## Urbanisme

### Typologie
Au 1er janvier 2024, Charnay est catégorisée commune rurale à habitat dispersé, selon la nouvelle grille communale de densité à sept niveaux définie par l'Insee en 2022.
Elle appartient à l'unité urbaine de Lyon, une agglomération inter-départementale regroupant 123  communes, dont elle est une commune de la banlieue,,. Par ailleurs la commune fait partie de l'aire d'attraction de Lyon, dont elle est une commune de la couronne,. Cette aire, qui regroupe 397 communes, est catégorisée dans les aires de 700 000 habitants ou plus (hors Paris),.

### Occupation des sols
L'occupation des sols de la commune, telle qu'elle ressort de la base de données européenne d’occupation biophysique des sols Corine Land Cover (CLC), est marquée par l'importance des territoires agricoles (79,7 % en 2018), en augmentation par rapport à 1990 (77,7 %). La répartition détaillée en 2018 est la suivante : 
zones agricoles hétérogènes (46,1 %), cultures permanentes (25,4 %), prairies (8,2 %), zones urbanisées (7,4 %), mines, décharges et chantiers (6,7 %), forêts (6,2 %). L'évolution de l’occupation des sols de la commune et de ses infrastructures peut être observée sur les différentes représentations cartographiques du territoire : la carte de Cassini (XVIIIe siècle), la carte d'état-major (1820-1866) et les cartes ou photos aériennes de l'IGN pour la période actuelle (1950 à aujourd'hui).

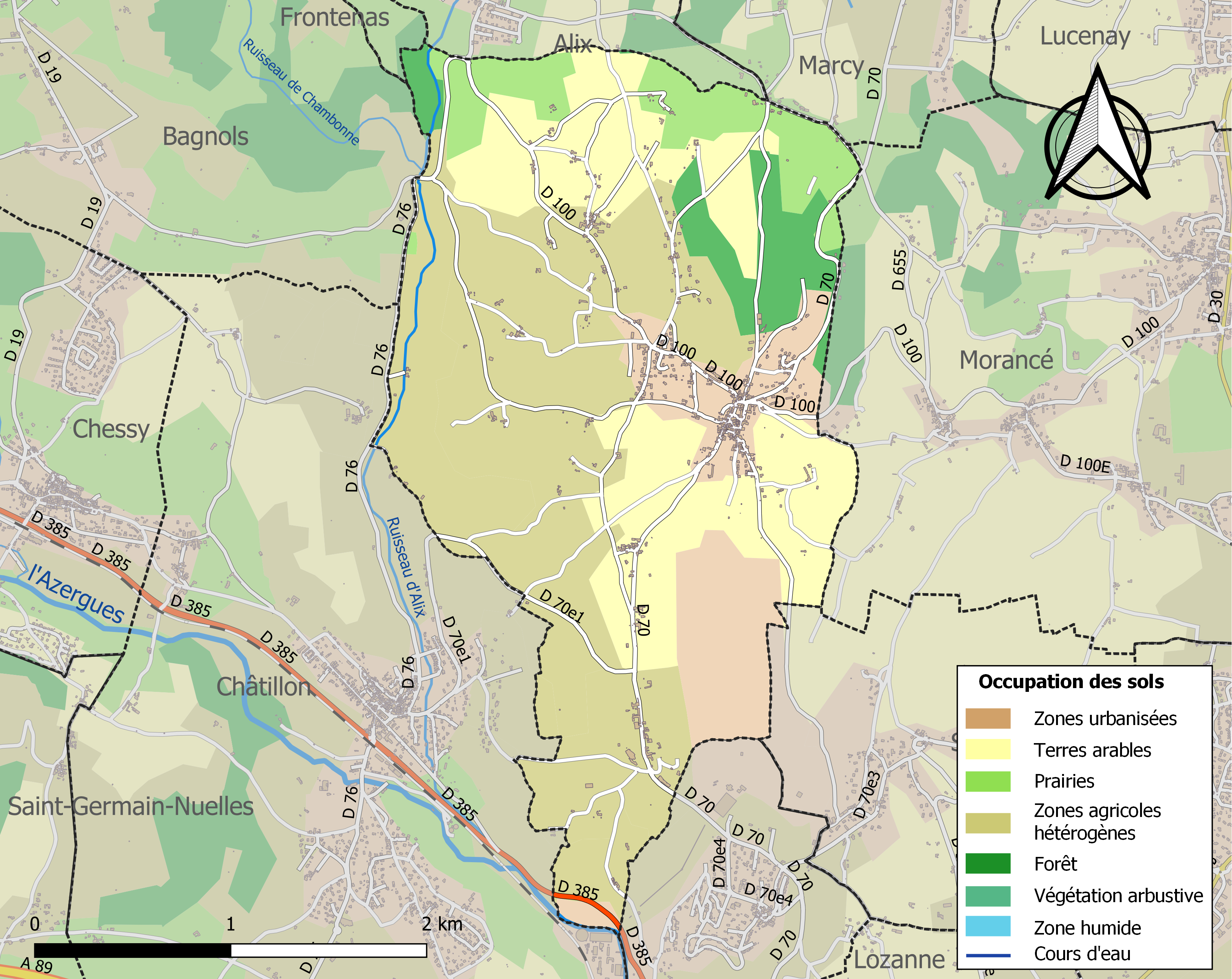
Carte des infrastructures et de l'occupation des sols de la commune en 2018 (CLC).

## Histoire

### Le bourg

#### Château et maison forte

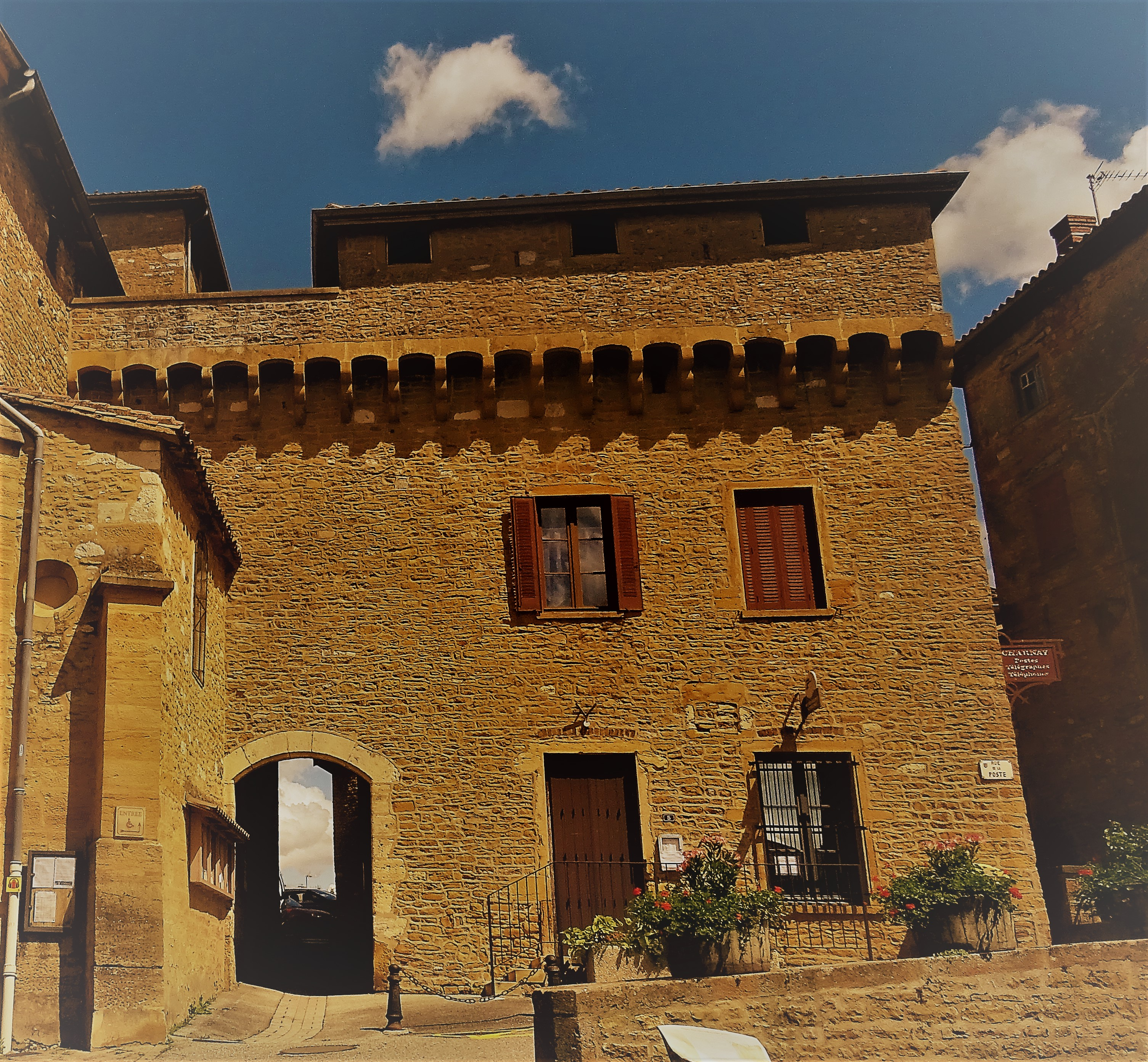
Ancien château des chanoines-comtes.

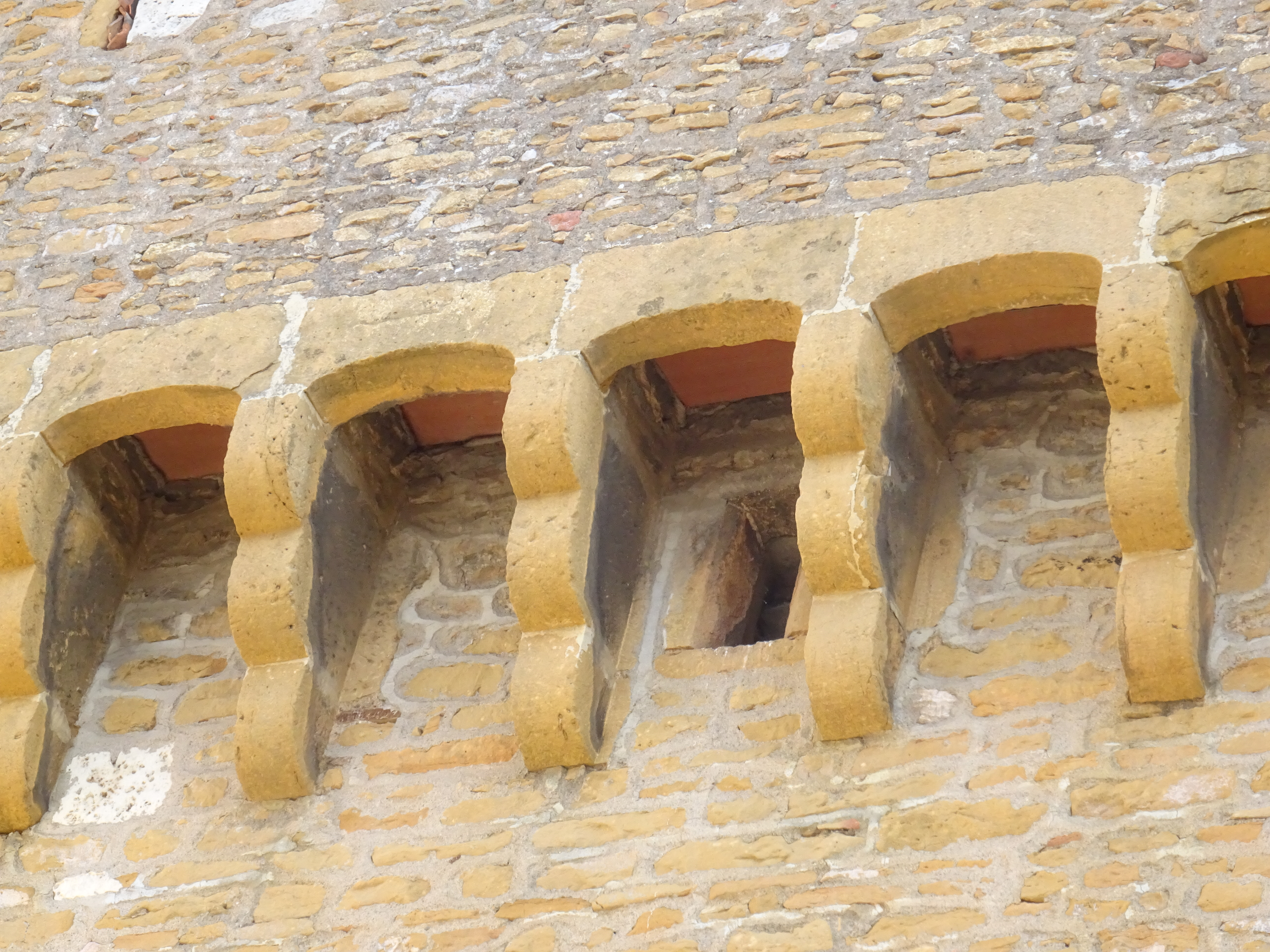
Château des chanoines-comtes détail.

Aux temps médiévaux, Charnay présente un cas typique de coseigneurie. Les chanoines-comtes du chapitre de Saint-Jean à Lyon se sont prévalus d’une présence antérieure dès le début du XIe siècle pour contester les droits de la famille Charnay à partager la seigneurie et n’ont eu de cesse d’affirmer leur primauté. Ils se la feront reconnaître dans un acte de 1355. Le seigneur laïc devra leur prêter l’hommage lige. En 1612 encore les chanoines trouveront prétexte dans une mince affaire de litre funéraire pour rappeler la transaction de 1355. Cette rivalité n’ira jamais à l’affrontement car il existait des liens très subtils entre les deux autorités : on comptait bien des Charnay dans les membres du chapitre. En 1511, les chanoines ont tenu à rappeler au seigneur laïc de l’époque qu’il n’avait aucun droit à qualifier sa demeure de château car ce n’était qu’une maison forte subordonnée au château comtal. On pourrait s’y tromper en comparant les monuments qui témoignent de cette double domination car ils sont toujours présents au cœur du bourg. Le château des chanoines-comtes a sans doute été édifié au début du XIe siècle. Il faut inclure dans cette notion de château un ensemble fortifié compact que l’on désigne assez généralement dans le Lyonnais par le nom de vingtain car financé par un impôt du vingtième. Cette enceinte trapézoïdale d’environ 1 500 m2 abritait un bâtiment d’administration seigneuriale (salle) et le siège paroissial avec l’église et son cimetière ainsi qu’un habitat civil dense. Elle était dominée par un donjon. L’ensemble est encore identifiable dans le plan du bourg au sud de l’église par un groupe compact de maisons desservies par trois ruelles étroites. 
Au fil des siècles, les locaux n’étaient plus occupés qu’au traitement des vendanges et à usage de cave. La maison seigneuriale proprement dite était un bâtiment massif accolé à l’église dépassant en hauteur les maisons voisines. C’est aujourd’hui le seul vestige reconnaissable de ce passé sur le front occidental malgré les remaniements du XIXe siècle (création d’ouvertures) et les travaux de restauration confiés vers 1928-30 à l’architecte Bonnetin. L’appareil de moellons de calcaire jaune d’une épaisseur d’environ 1 mètre est couronné par un chemin de ronde sur mâchicoulis avec des corbeaux en triple quart de rond. En rez-de-chaussée un bureau de poste a été ouvert vers 1930.
À la marque discrète de l’ancien château, la Mansarde oppose sa présence massive. On a peine à lui reconnaître une filiation avec la Maison forte des anciens seigneurs laïcs. Charnay a été, en effet, le berceau d’un lignage chevaleresque éponyme. Les premiers membres connus de cette famille sont cités comme témoins dans des actes du XIIe siècle. Par la suite « la famille de Charnay se fondit dans celle des Thélis, seigneurs du Sou à Lacenas par le mariage d’Arthaude de Charnay avec Jean de Thélis » en 1354. Parmi les lignées qui succèdent aux Thélis à partir du milieu du XVIe siècle, le nom à retenir est celui de Jean-Baptiste Durieu. Ce lieutenant particulier en la chaussée de Lyon devient propriétaire par son mariage avec Anne de Bourg en 1659. Il décèdera en 1682. C’est à lui que l’on doit l’imposant édifice qui trône au cœur du village avec ses murs en moellons de pierre dorée. Le pavillon central comporte trois étages et trois travées. Il est surmonté d’une haute toiture en pavillon couverte de tuiles vernissées. Il est épaulé de deux ailes en équerre de deux étages dont les toitures presque plates sont garnies de tuiles rondes. Les façades évoquent encore la Renaissance mais dans le retrait de l’aile sud est logé un escalier monumental à quatre noyaux en pierre de taille et rampe en fer forgé d’une très grande qualité. Son style est typiquement classique. Seul vestige de la maison forte primitive : une tourelle semi-circulaire jusqu’à hauteur du deuxième étage à l’angle sud-ouest. Les propriétaires successifs, n’ont pas toujours mis le même soin à entretenir l’ensemble du bâtiment divisé en appartements. Il n’a cessé de se délabrer d’où, sans doute, l’appellation péjorative récente de mansarde. 
En 1948 la municipalité a acheté la partie centrale et l’aile sud mais les travaux de rénovation n’ont débuté qu’en 1982. Le secrétariat et la salle du Conseil municipal ont alors pu être installés au premier étage de l’aile sud en 1983. L’aile nord devait être rachetée en 1986.

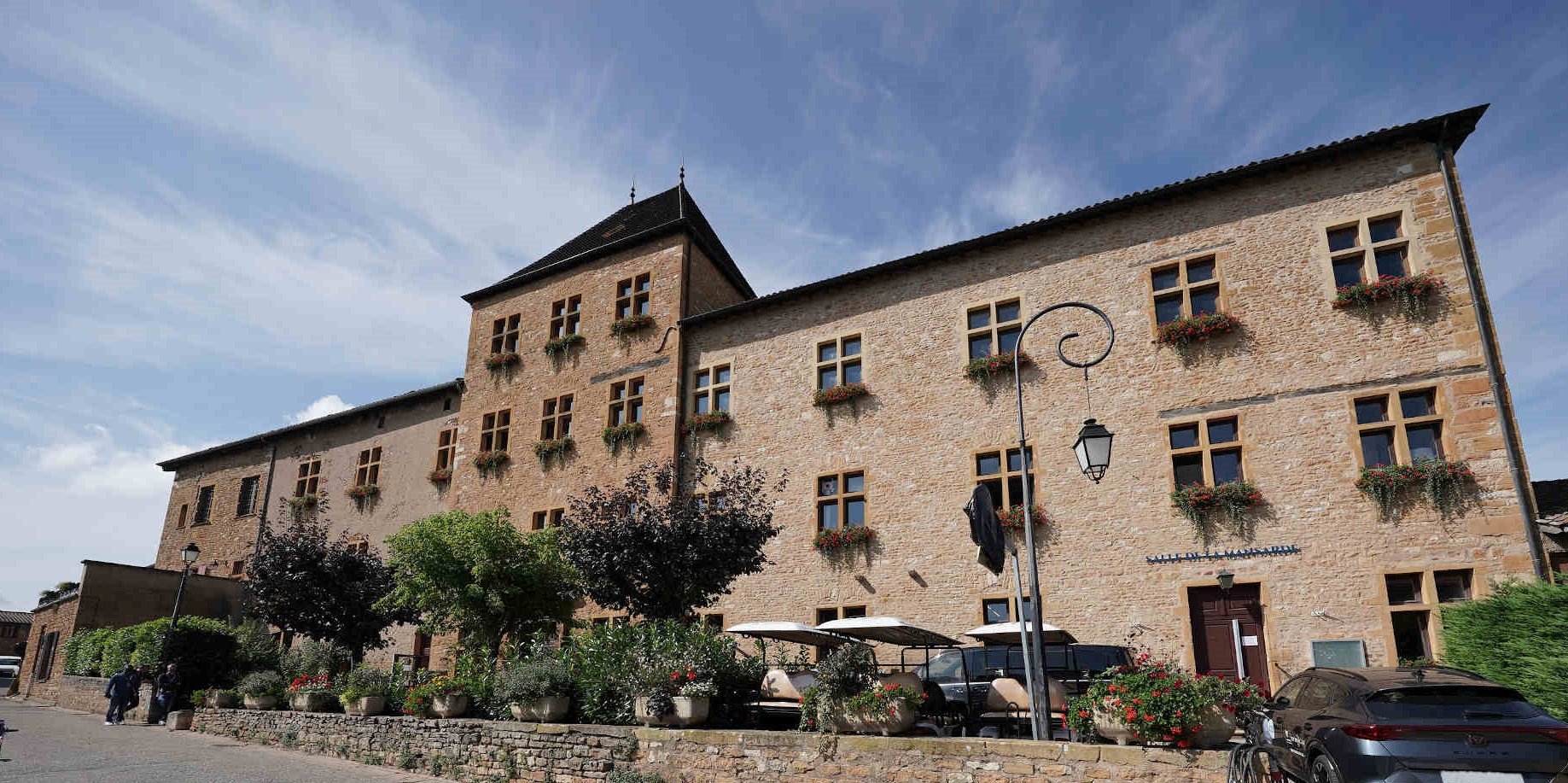
La mansarde côté est.
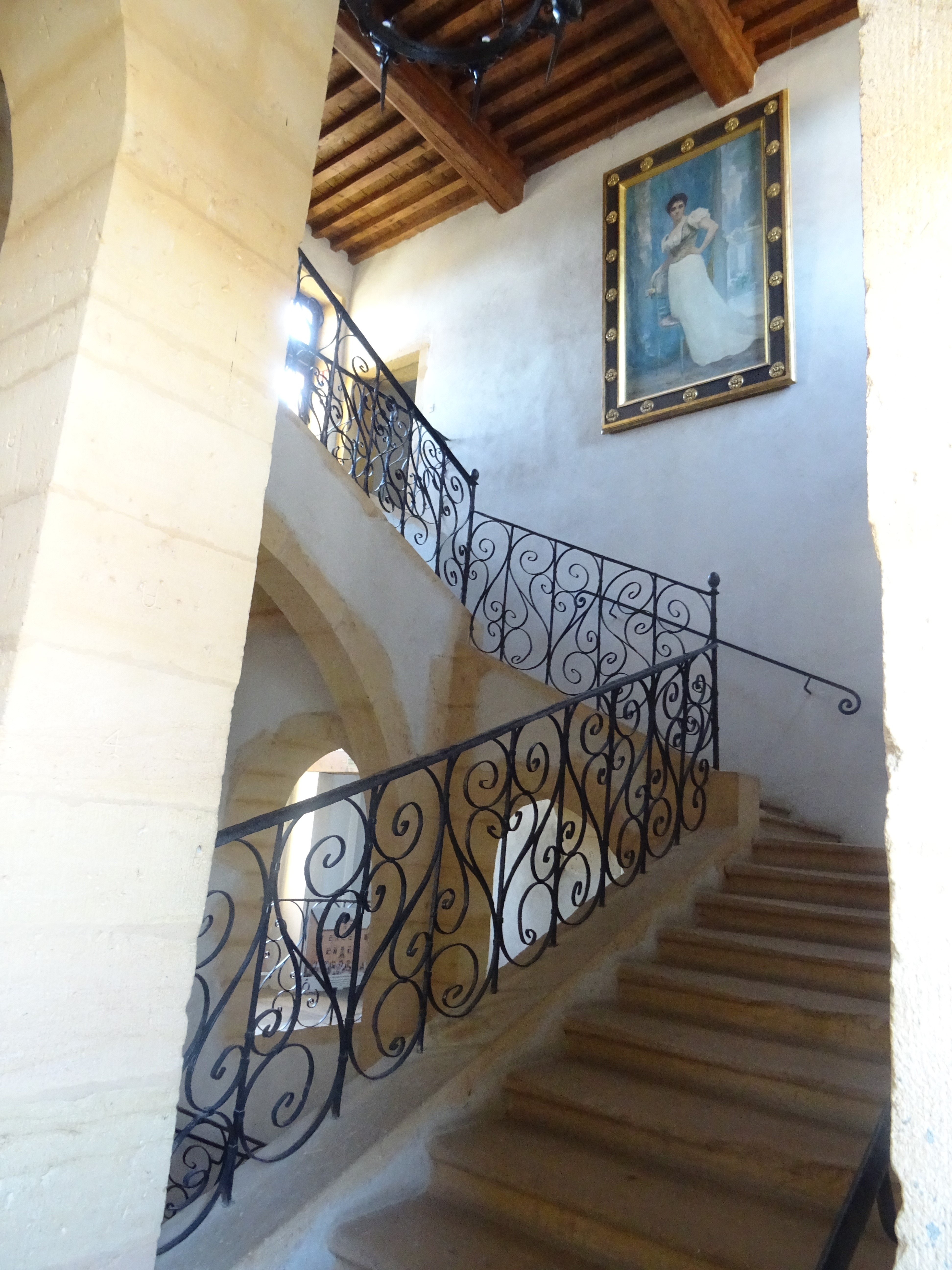
Escalier de la mansarde.
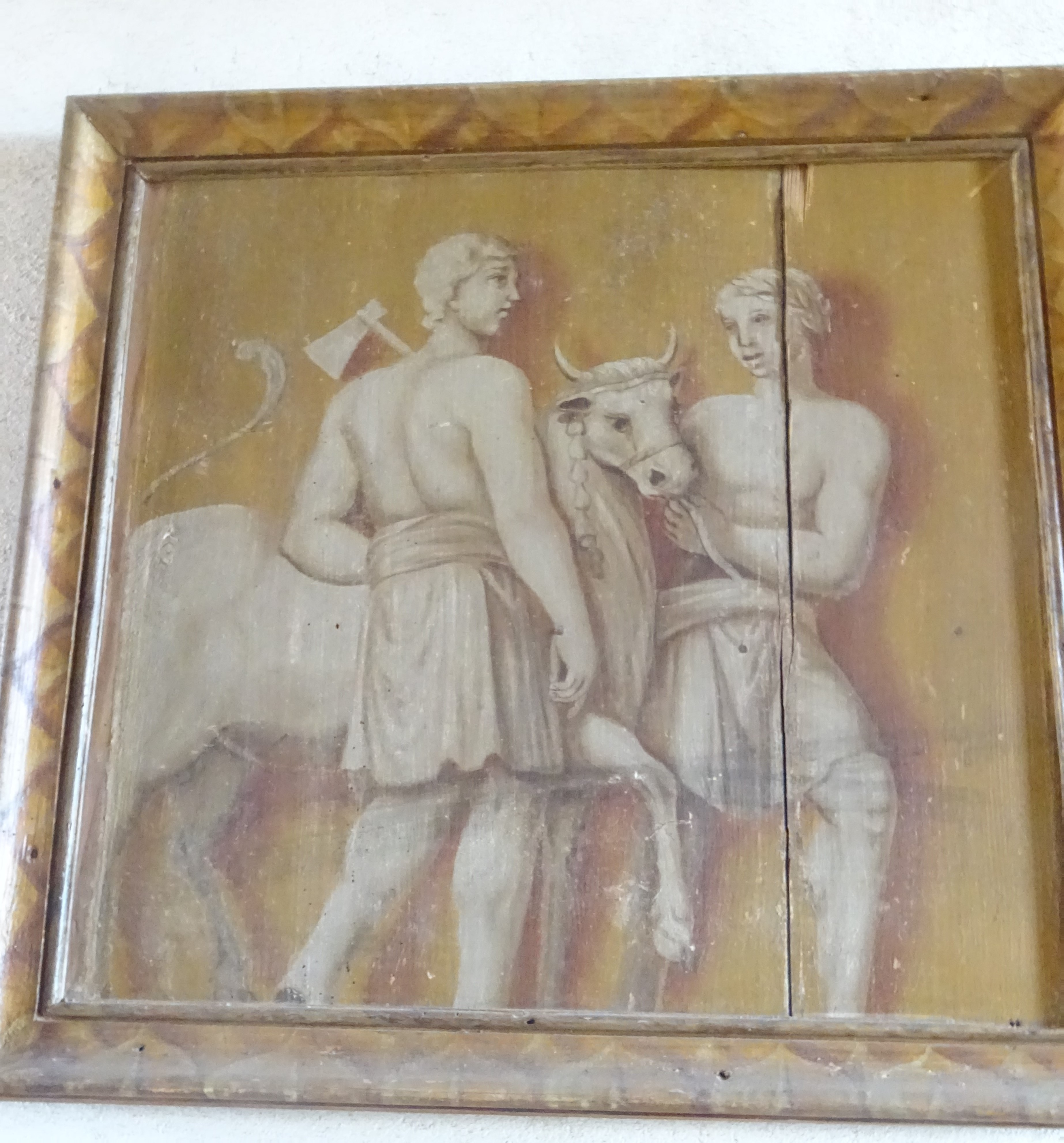
Le sacrifice du taureau.
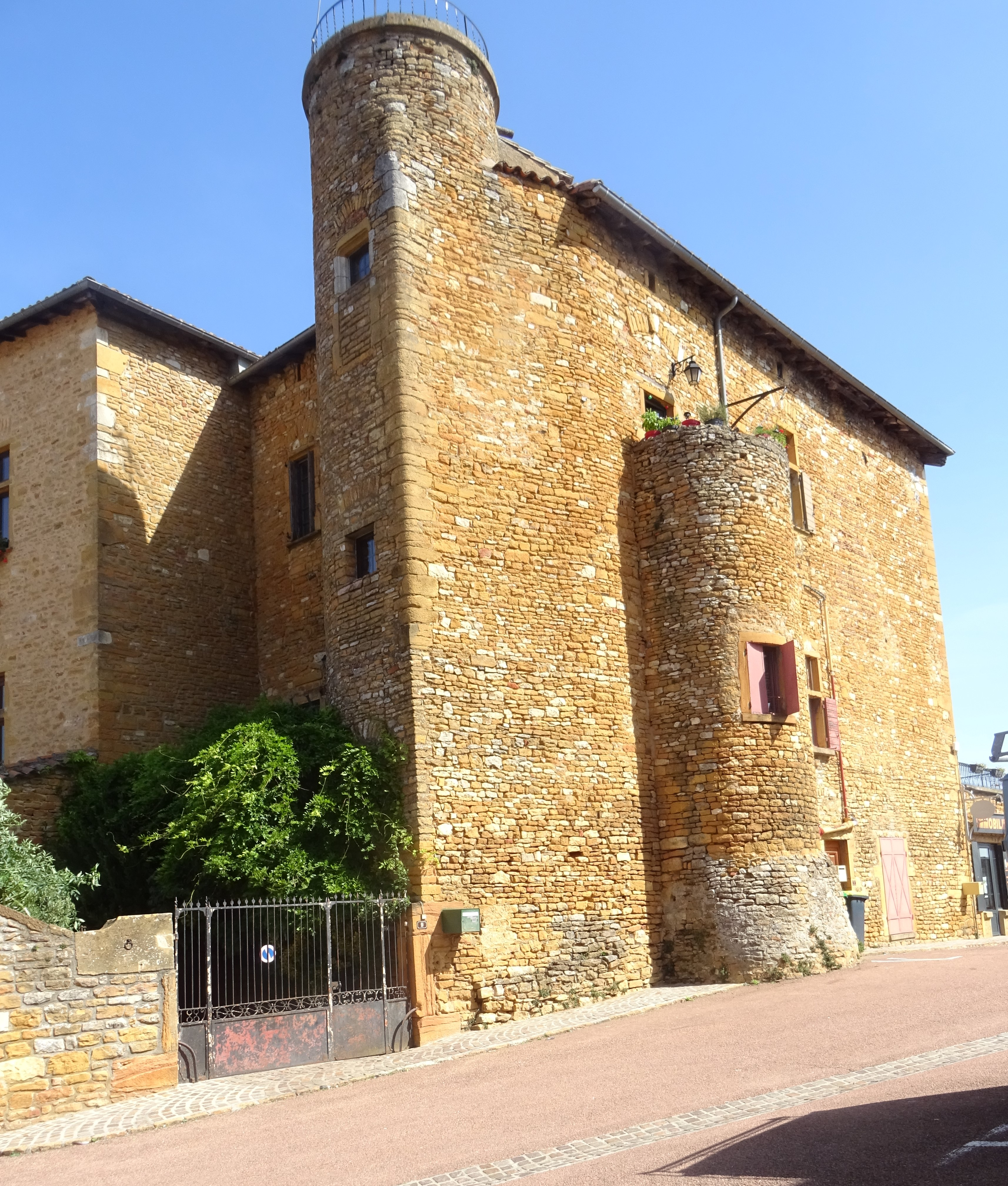
La mansarde avec tour du premier château.

#### L’église
La fidélité des Charnaysiens à la pratique religieuse, entretenue sans doute la présence des chanoines-comtes jusqu’à la Révolution, ne s’est pas démentie par la suite. L’église paroissiale en est le témoignage évident. Son intérêt architectural et historique lui a valu d’être inscrite à l’inventaire supplémentaire des monuments historiques en 1974. Depuis sa fondation au XIIe siècle sous le vocable de saint Christophe, chaque époque y a imprimé sa marque. On peut en juger par l’histoire complexe de sa construction. La nef à trois travées est voûtée d’ogives, marque du gothique que l’on retrouve aussi dans le style des baies qui éclairent sur chaque côté les trois chapelles latérales. L’abside en cul de four est à l’évidence d’origine romane ce que confirme vu de l’extérieur le chevet arrondi couvert de lauses. Le clocher est érigé au-dessus de la travée du chœur couverte d’une coupole octogonale sur trompes. De ses trois étages le premier a partiellement conservé ses baies jumelées à chapiteaux sculptés de motifs feuillagés d’époque romane. Son deuxième étage est une surélévation moderne dont les ouvertures ont été refaites en plein cintre en 1929-20. Récente aussi est la toiture à quatre pans peu élevés. Même la façade, dans sa sobriété témoigne des retouches apportées par chaque époque. Le fronton triangulaire mouluré sommé d’une croix métallique et dans lequel est inscrit une horloge est forcément moderne. Quant à la porte d’entrée, « encadrée de moulures à crossette et surmontée d’un entablement, elle est la sœur jumelle des portes de la maison forte reconstruite vers 1660 par Jean-Baptiste Dulieu […] Les deux vantaux à panneaux moulurés ornés de losanges sont d’époque Directoire ou Restauration ».

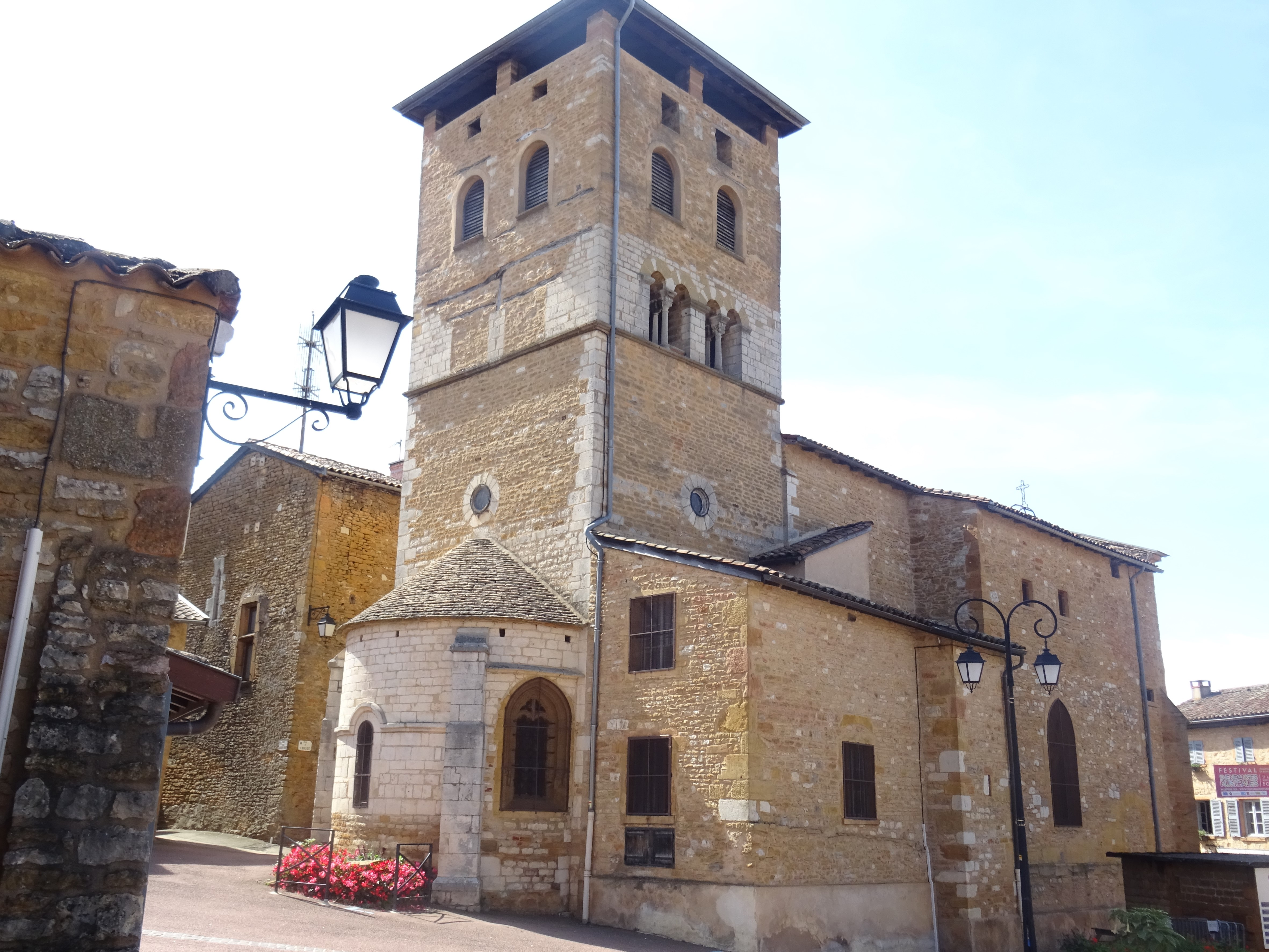
Église Saint-Christophe vue d'ensemble.
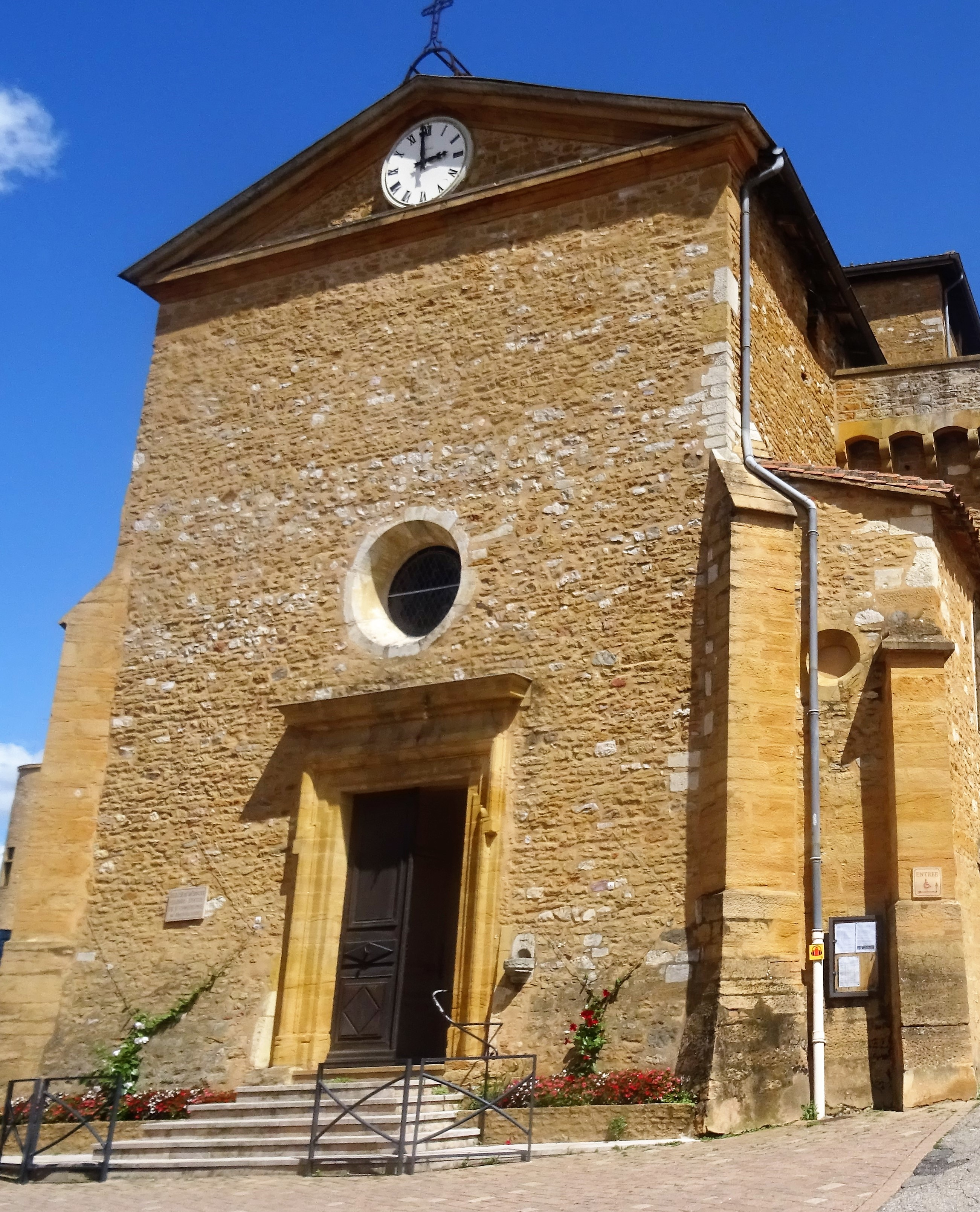
Façade de l'église.
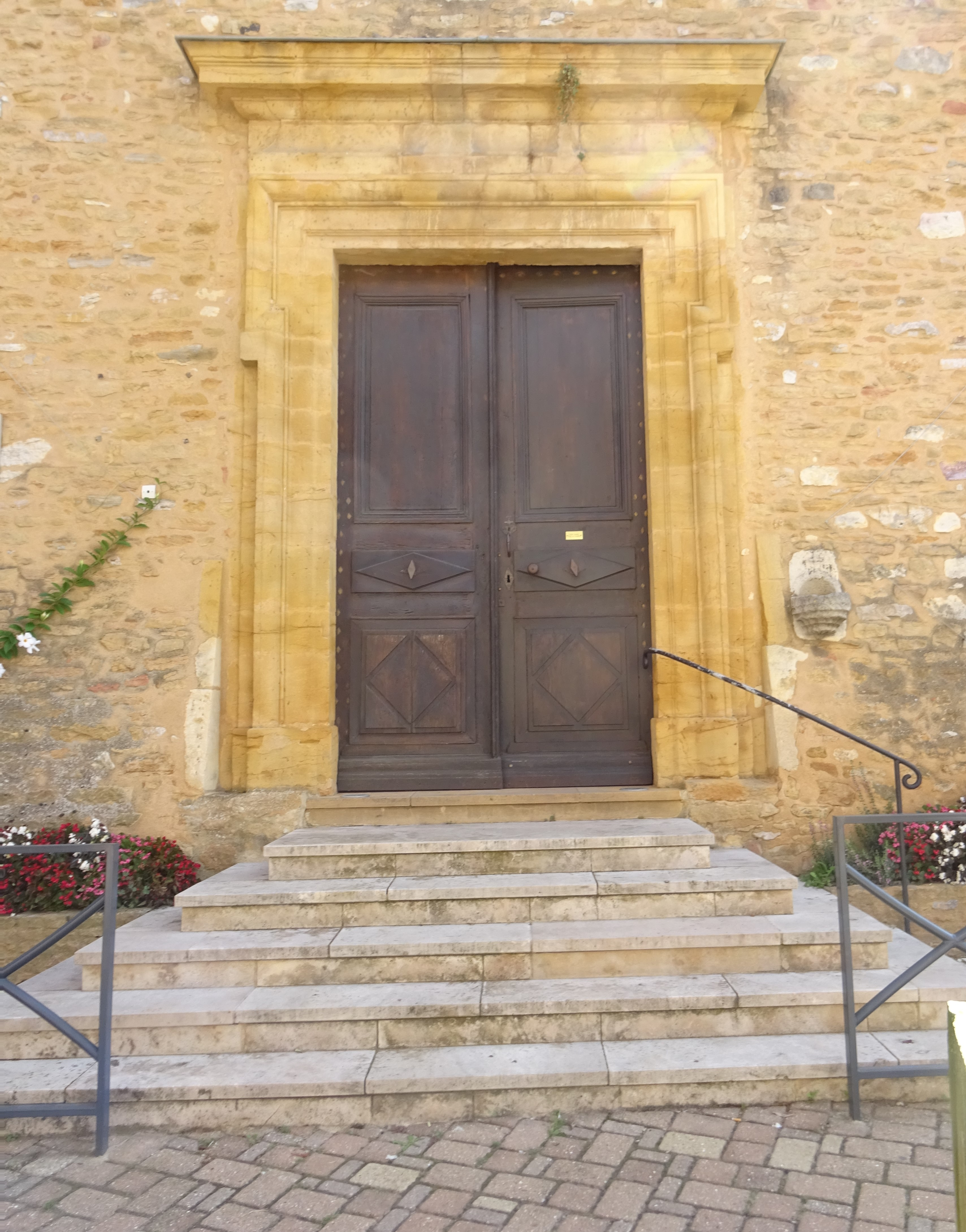
Porte de l'église.
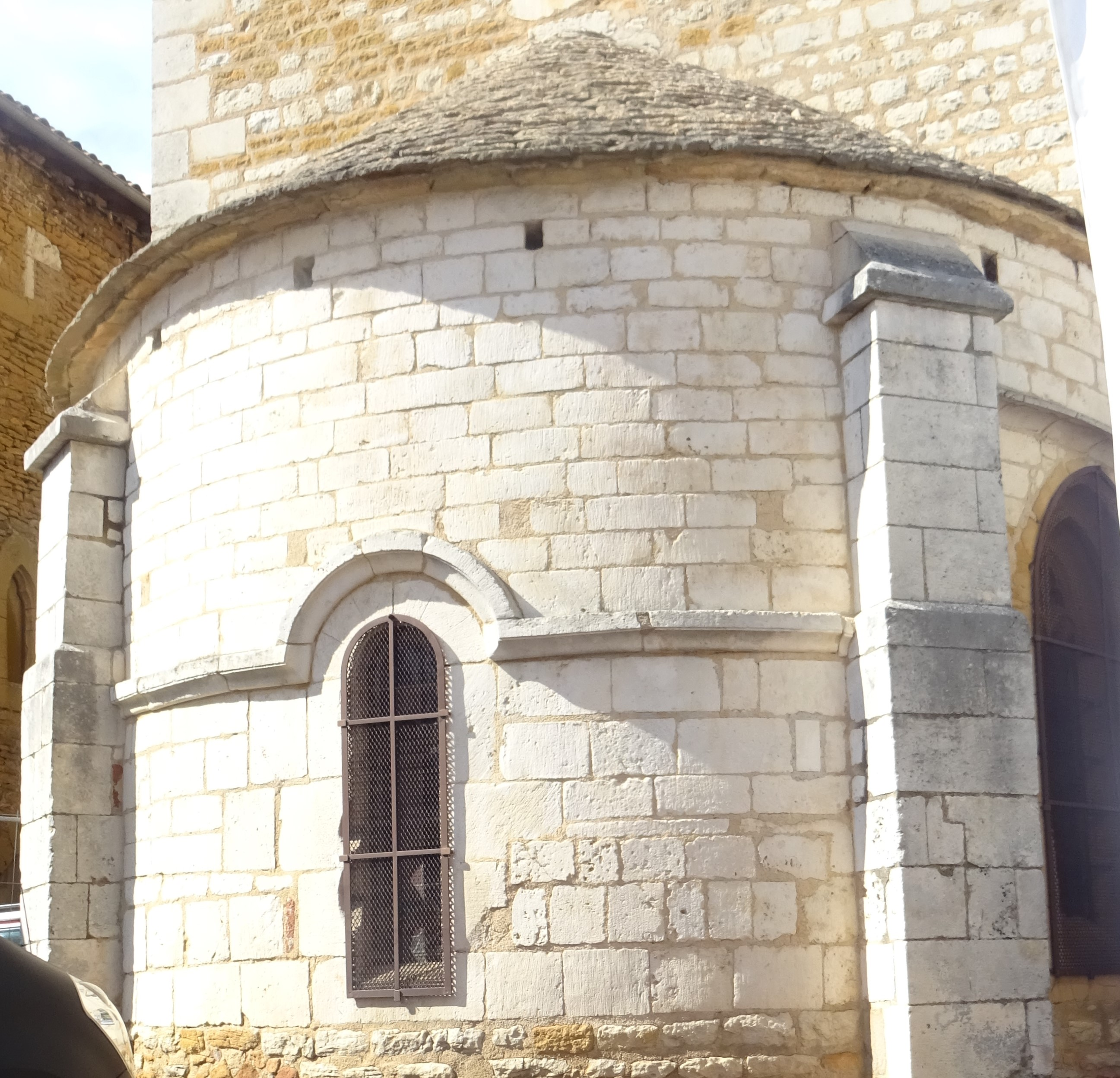
Chevet de Saint-Christophe.
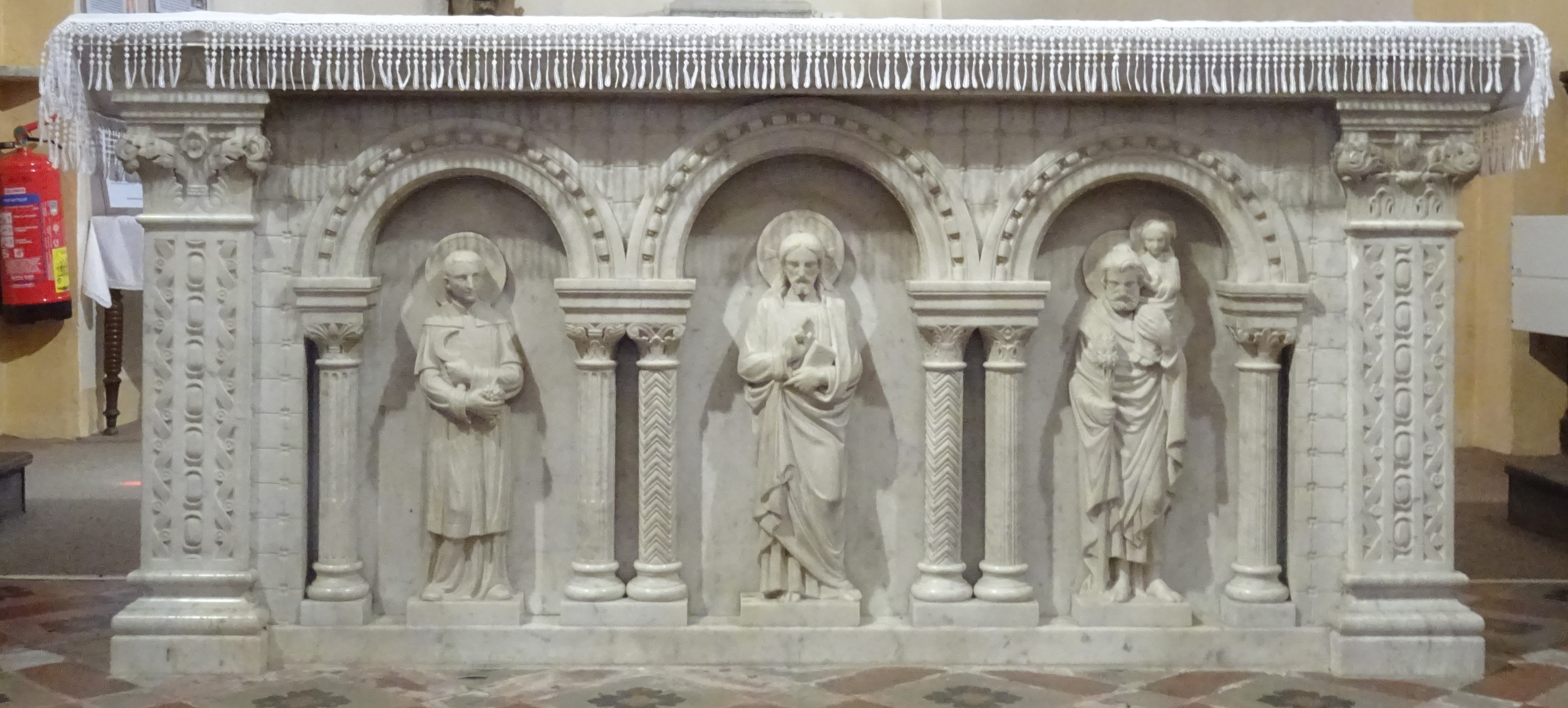
Ancien autel.

Le mobilier intérieur est d’une étonnante richesse accumulée au long des siècles. Nombreux en sont les éléments classés. On peut citer le lustre monumental ou le maître-autel néo-roman en marbre blanc dont le devant présente dans les trois arcatures en plein cintre et entre colonnettes les figures sculptées de saints Vincent et de saint Christophe encadrant le Christ bénissant. Mais l’attention est attirée surtout par trois statues. La plus remarquable est celle, en pierre polychrome de saint Christophe tenant d’une main vigoureuse les jambes de l’Enfant Jésus. Elle est exceptionnelle par son ancienneté (fin du XIIIe siècle ?), sa taille (1 m 87) et l’expressivité. On peut lire à côté un long commentaire qui ne laisse rien ignorer de ce saint personnage promu patron des automobilistes ! Très attendrissante est la statue de la Vierge à l’Enfant Jésus qui gigote sur son bras droit. Elle est en bois polychrome. On l’attribue à un sculpteur espagnol du XVIIe ou XVIIIe siècle. La statue de saint Jean-Baptiste en bois doré polychrome (0,87 mètre) date de la première moitié du XIXe siècle. Le corps athlétique est voilé d’une peau de chèvre ; à ses pieds est couché un agneau.

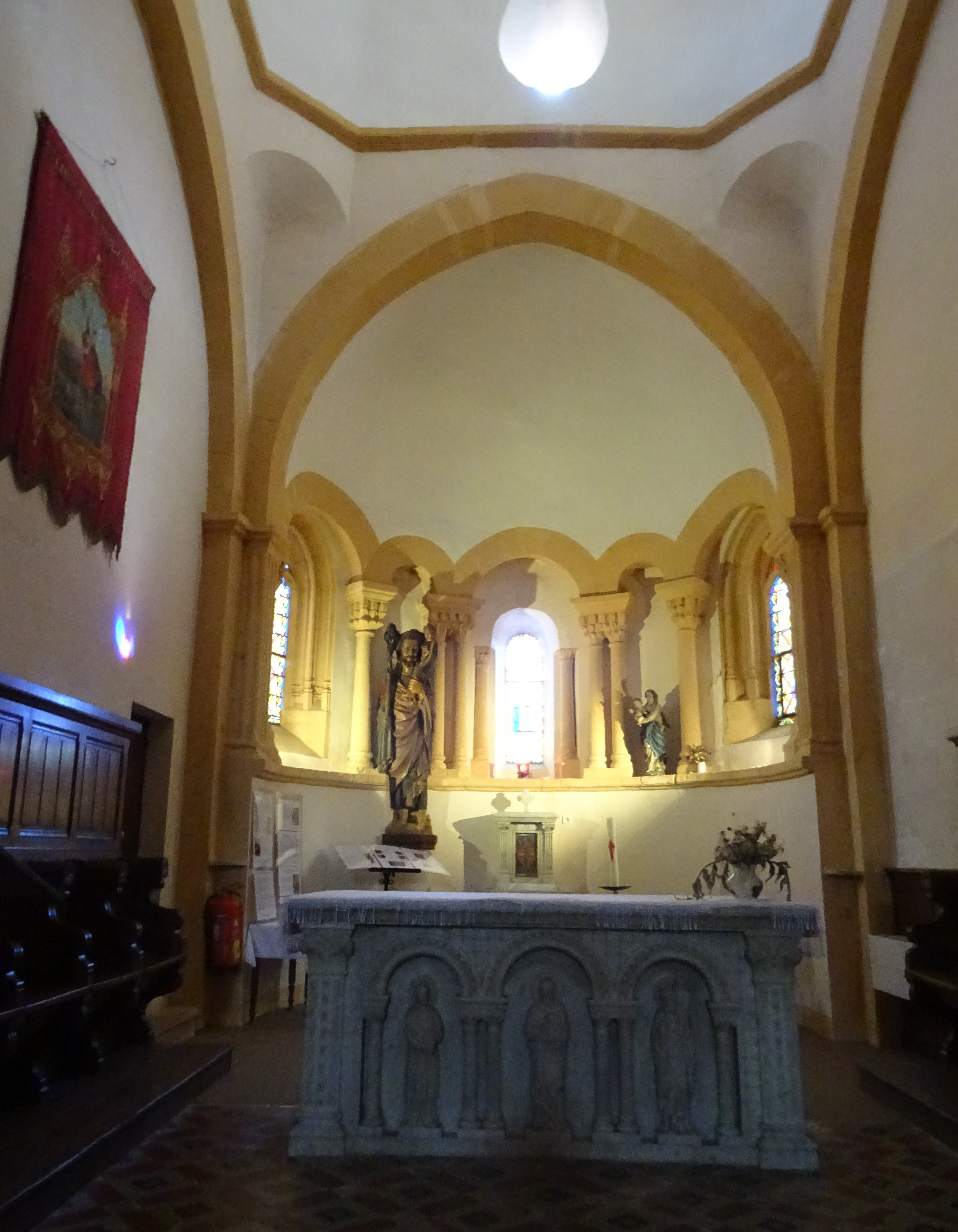
Abside de l'église Saint-Christophe.
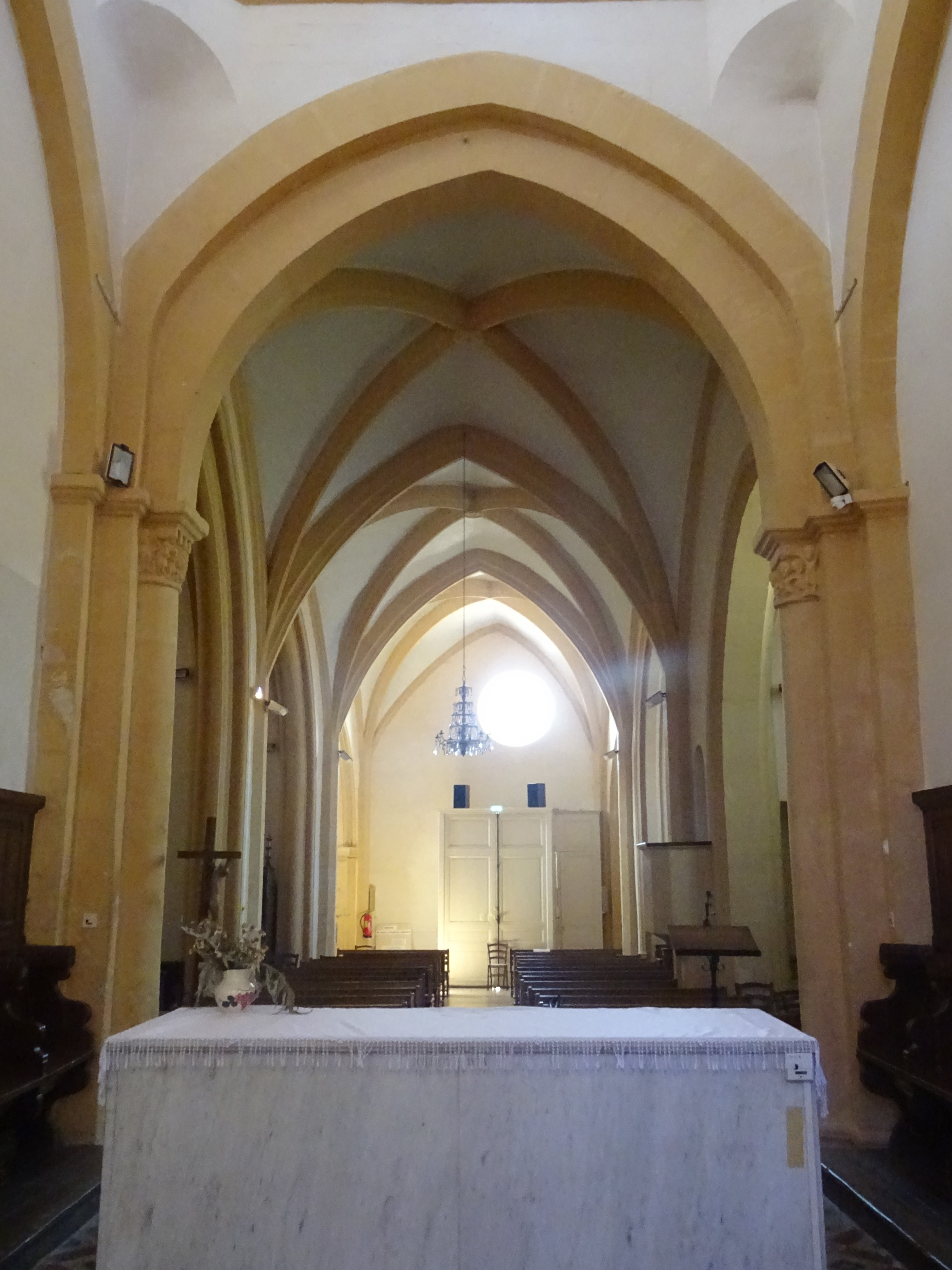
Nef de l'église Saint-Christophe.
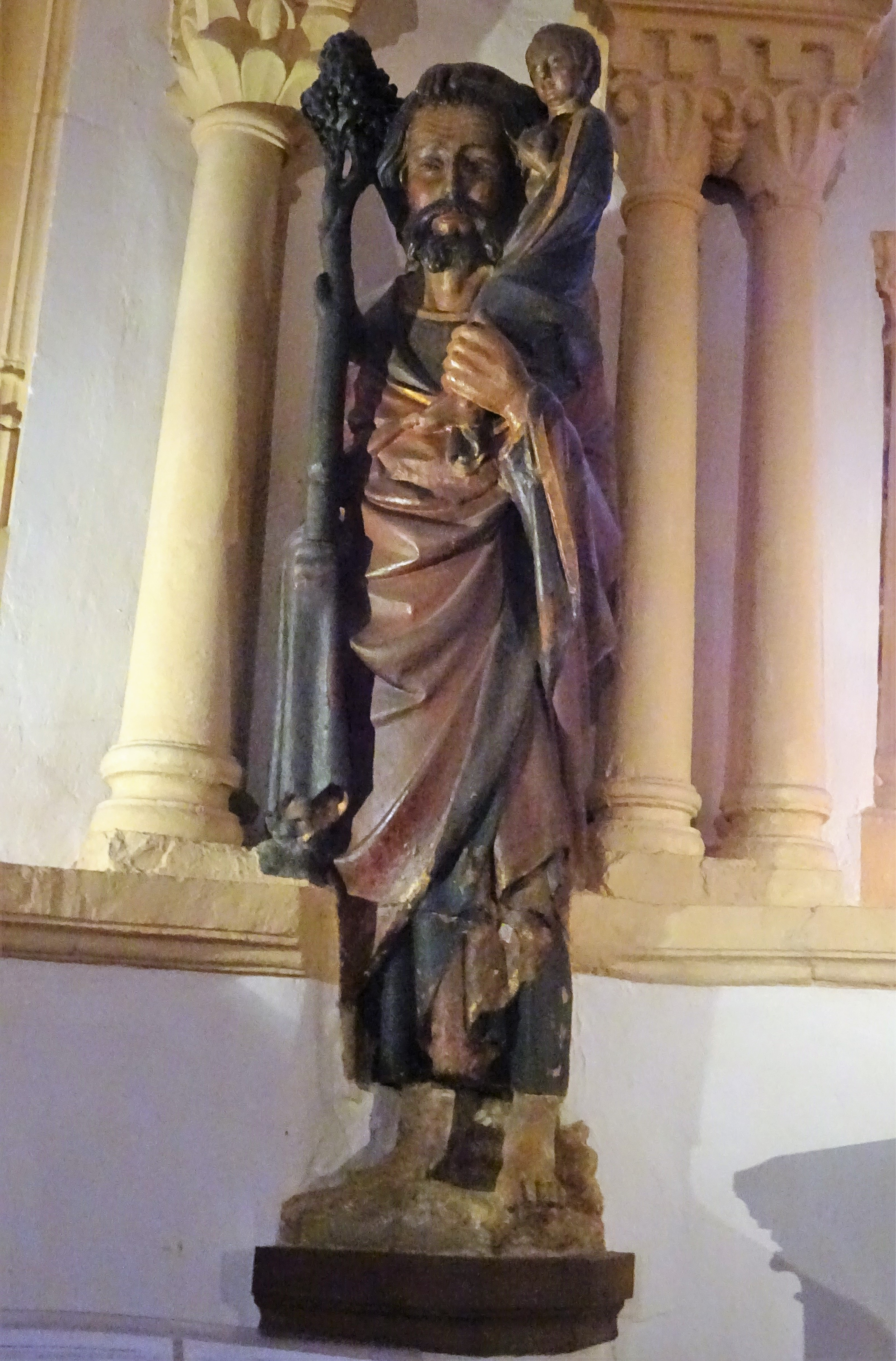
statue de saint Christophe.
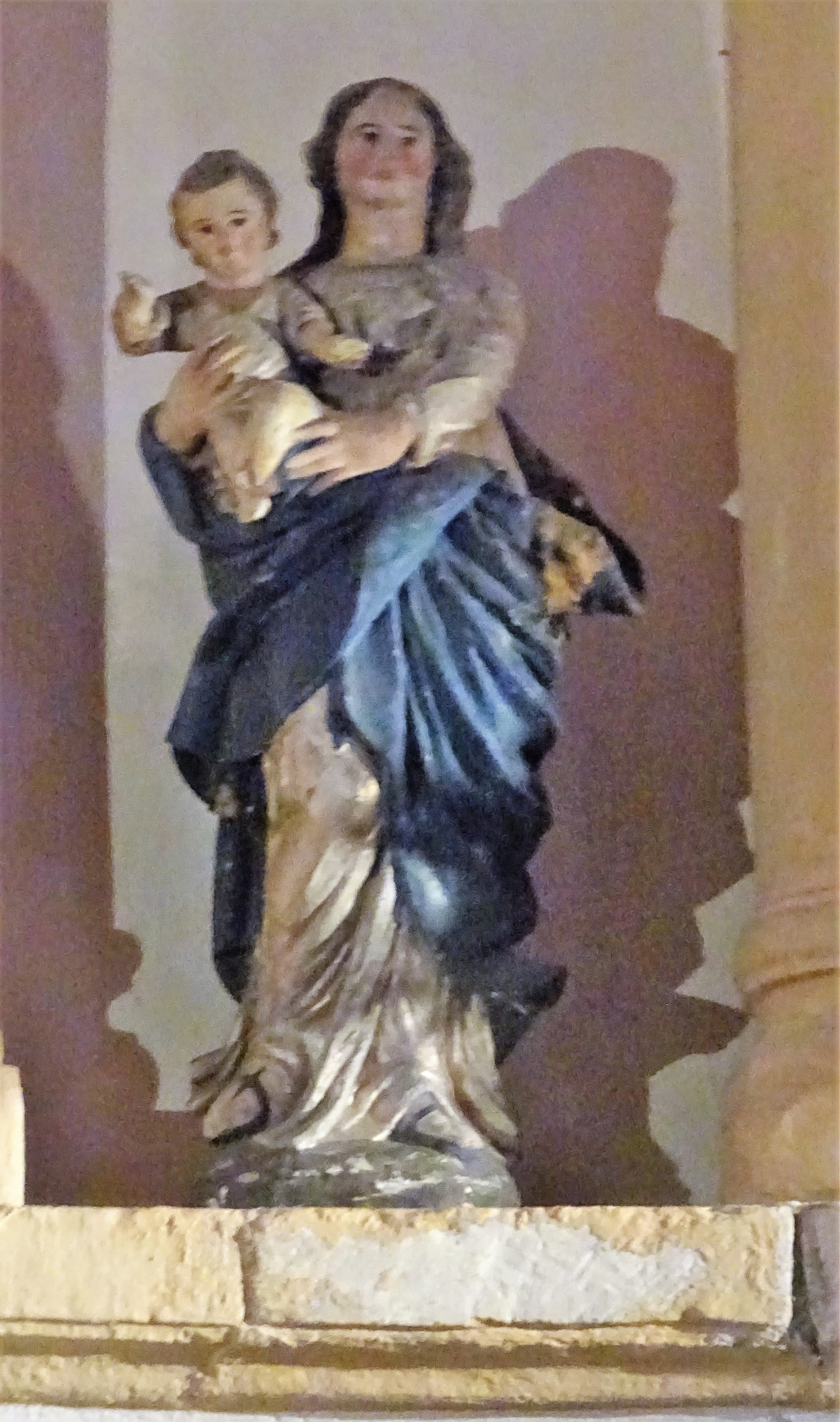
Statue de la Vierge à l'enfant.
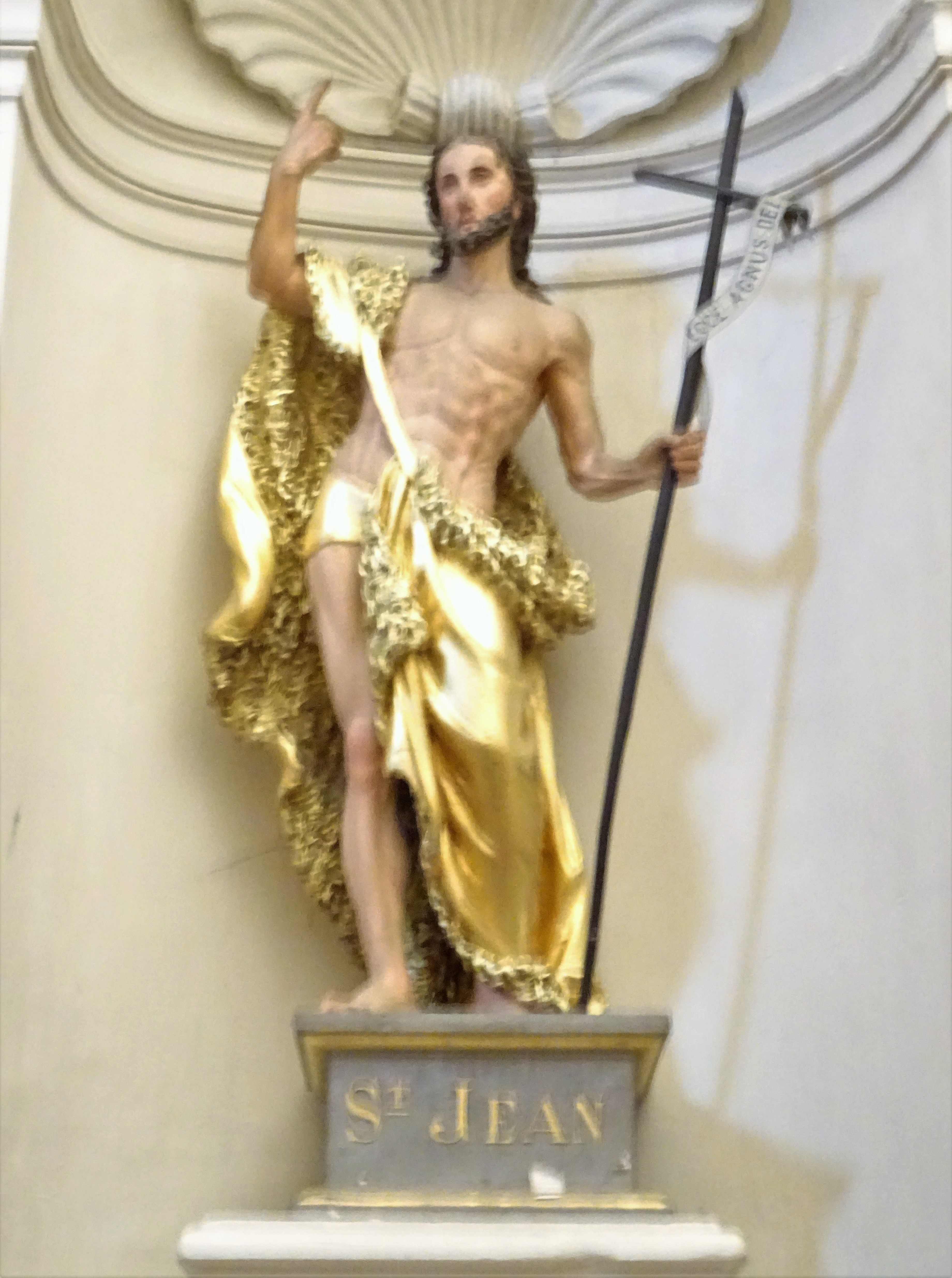
statue de saint Jean-Baptiste.

#### La place du château

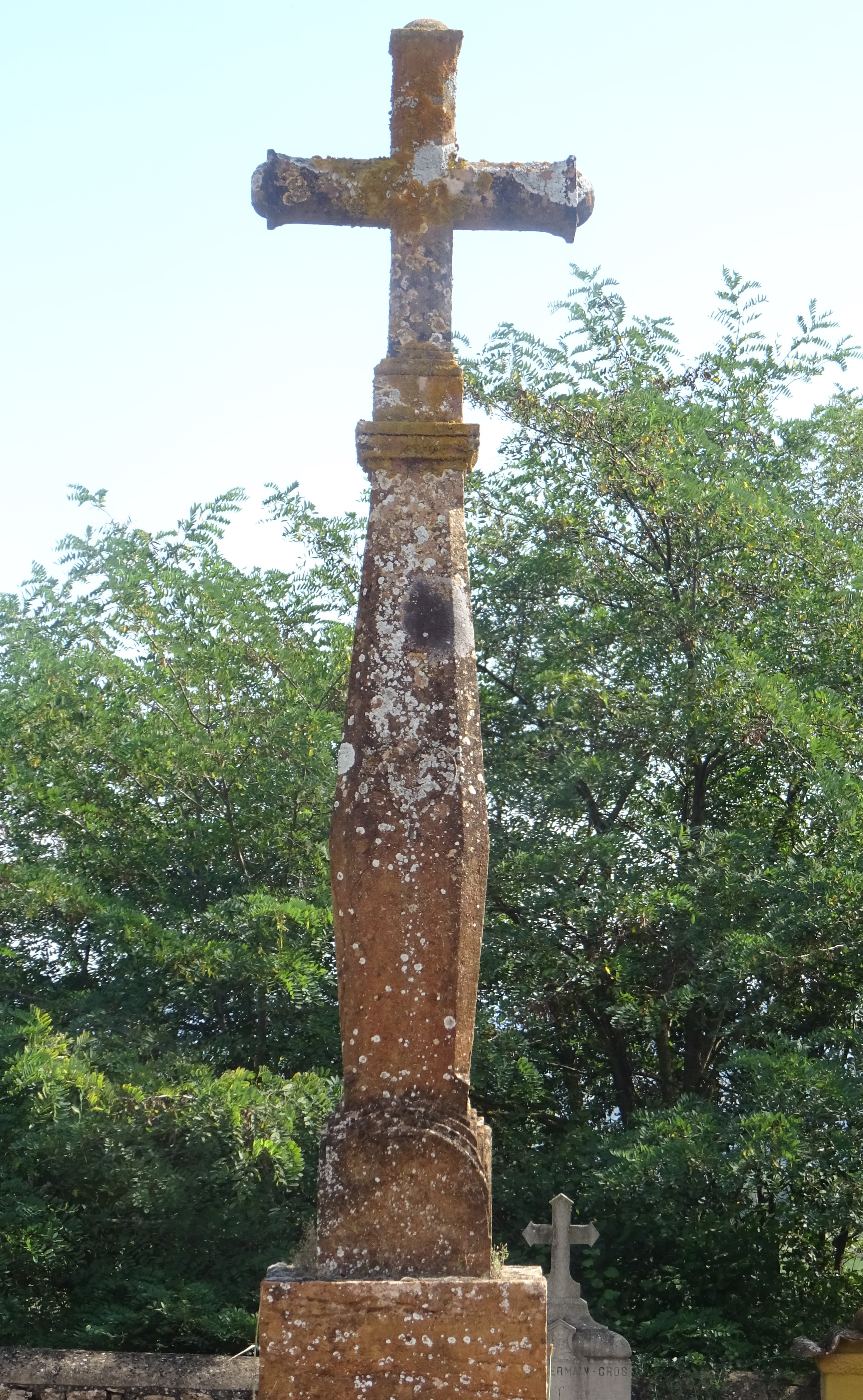
Croix du cimetière.

On peut embrasser du regard l’ensemble de ce patrimoine depuis la rue commerçante du centre du bourg. Elle a été élargie en place du côté est grâce à la suppression récente d’un mur de séparation d’avec la cour de la Mansarde. Sur la droite, l’église est mieux mise en valeur par la suppression ancienne du cimetière remplacé par celui du Pinet en 1849 au sud du village. Sur la gauche, à l’emplacement d’anciens communs, les pompiers disposent d’un nouveau local de conception traditionnelle en pierre dorée qui s’harmonise bien avec l’ensemble. Au centre, l’installation en 1990 d’un ancien alambic de 1933 fait revivre en ce pays de vignoble la vieille tradition des bouilleurs de cru supprimée en 1960. Et le poids public évoque des souvenirs encore plus anciens : il avait été installé en 1871-72 par un spécialiste de Villefranche, son pont à bascule pouvant peser au moins dix mille kilogrammes. On peut également embrasser cet ensemble du regard sous un autre angle en montant sur le haut de la tourelle nord de la Mansardière aménagée en terrasse par l’architecte Mortamet, avec en prime la possibilité d’identifier grâce à une table d’orientation les lointains horizons jusqu’au mont Blanc par temps clair.

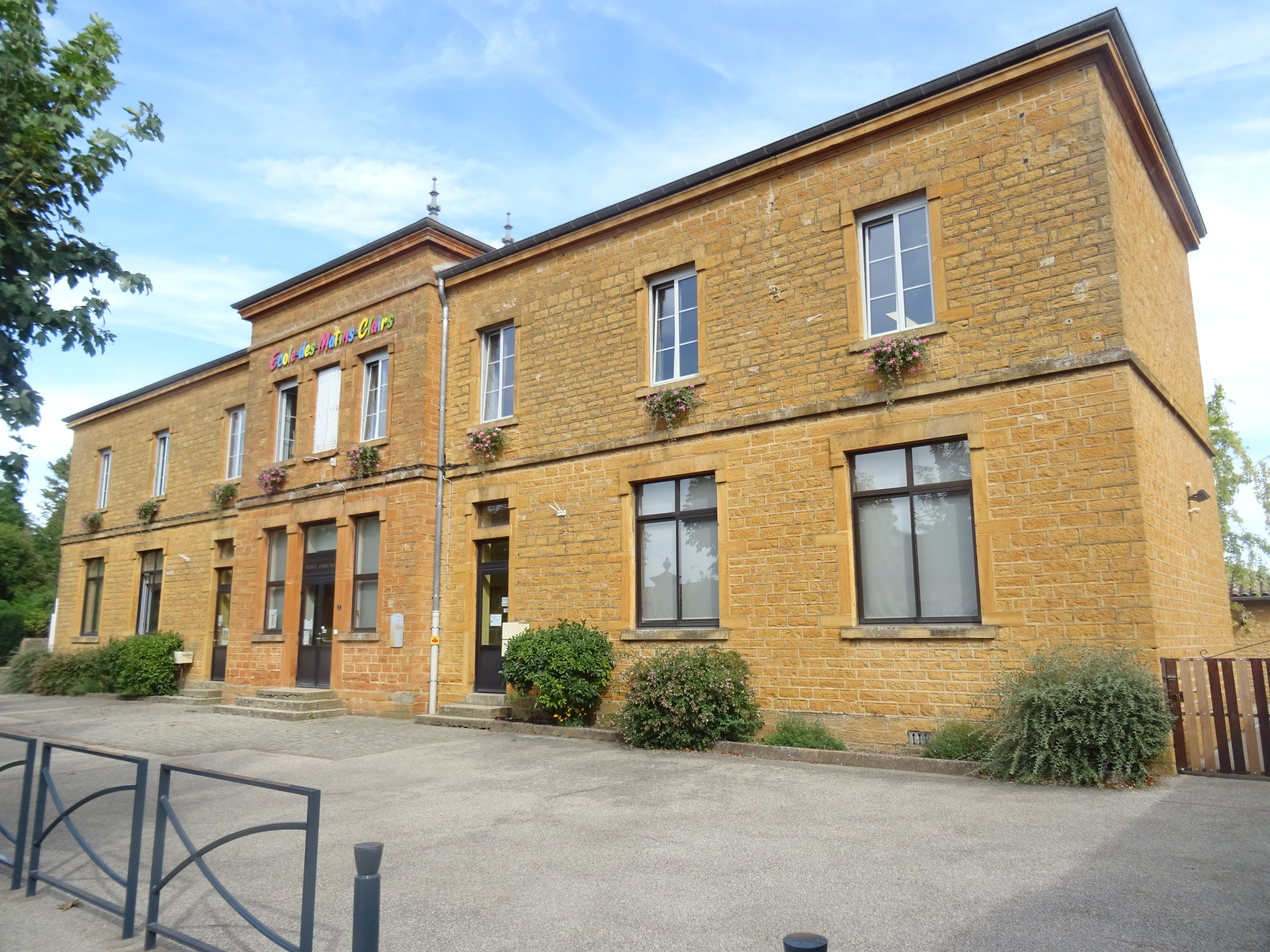
École de Charnay.

La municipalité s’était préoccupée de l’éducation des enfants dès le début du XIXe siècle. La maison des chanoines-comtes hébergeait à la fois l’école de garçons et la mairie. Pour faire face aux obligations légales, à la fin du siècle, elle se décida à construire un bâtiment assez vaste pour satisfaire à ces deux fonctions. Il fut inauguré en 1901. Les élèves et leurs instituteurs étaient accueillis dans les deux ailes, le corps central faisant office de mairie. Ce n’est qu’en 1993 que l’ensemble, agrandi d'une école maternelle, a été dévolu exclusivement au groupe scolaire lors de l’installation de la mairie à la Mansardière. Le bourg concentre ainsi tous les attributs essentiels d’un chef-lieu de commune.

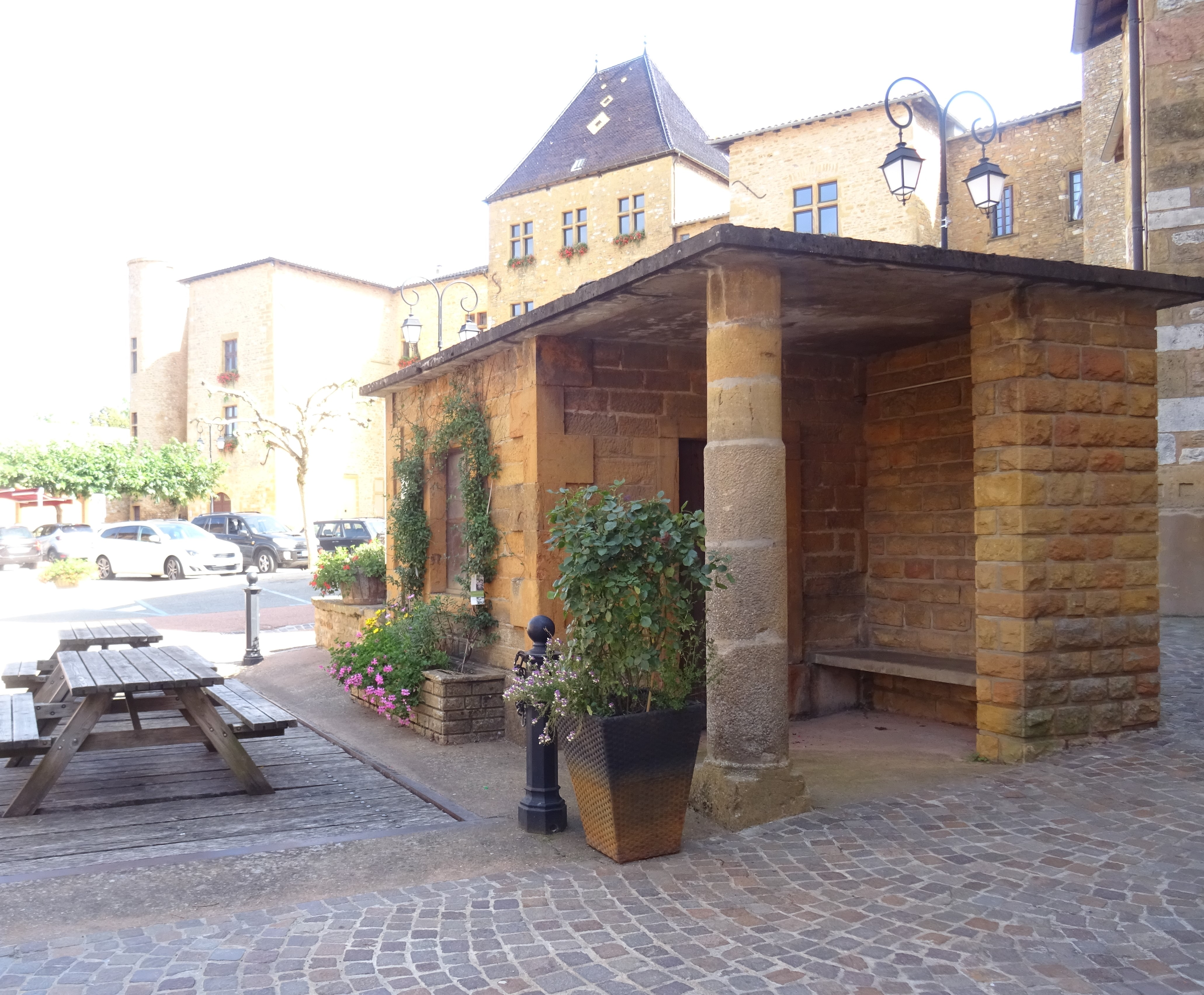
Le poids public.
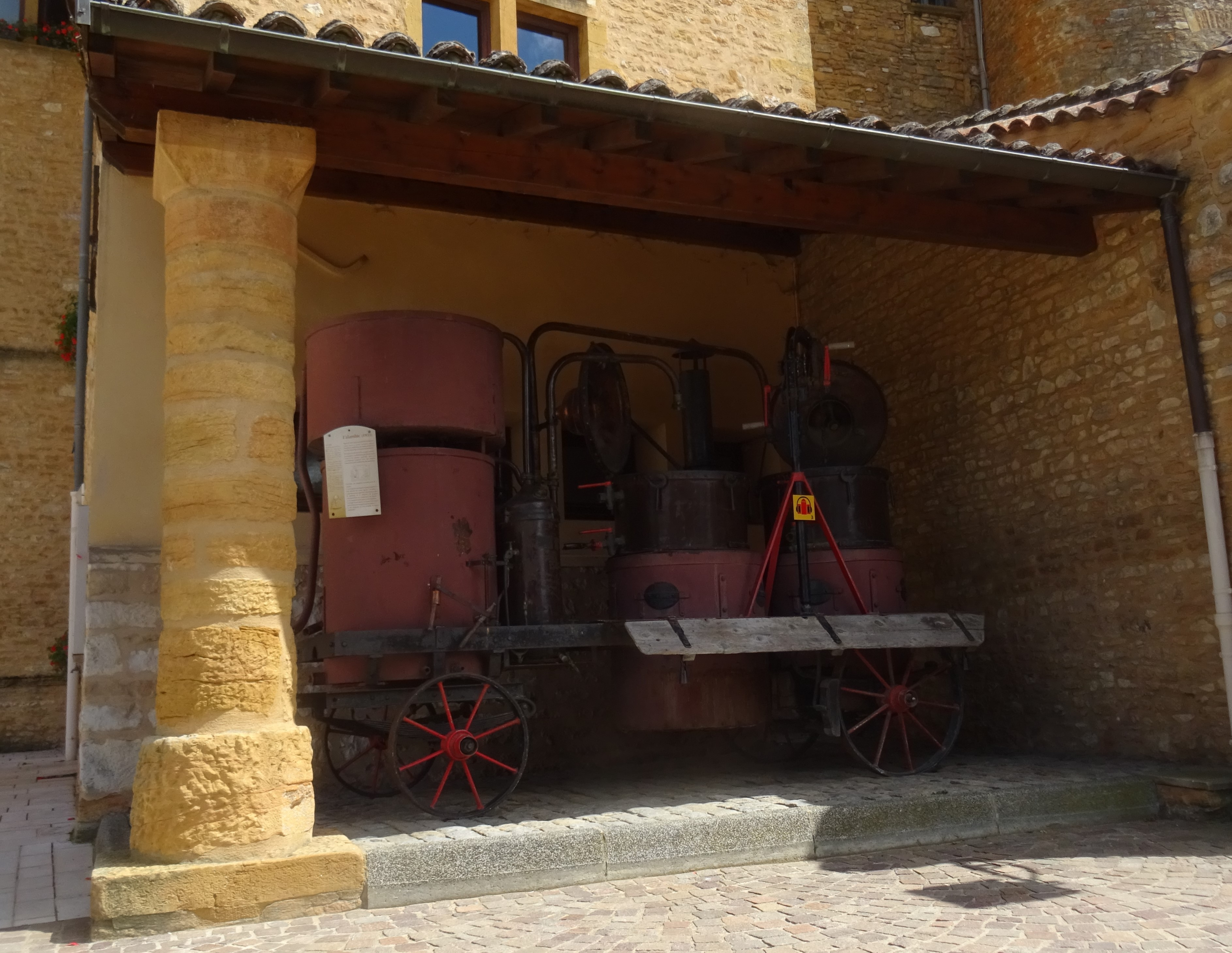
L'alambic.
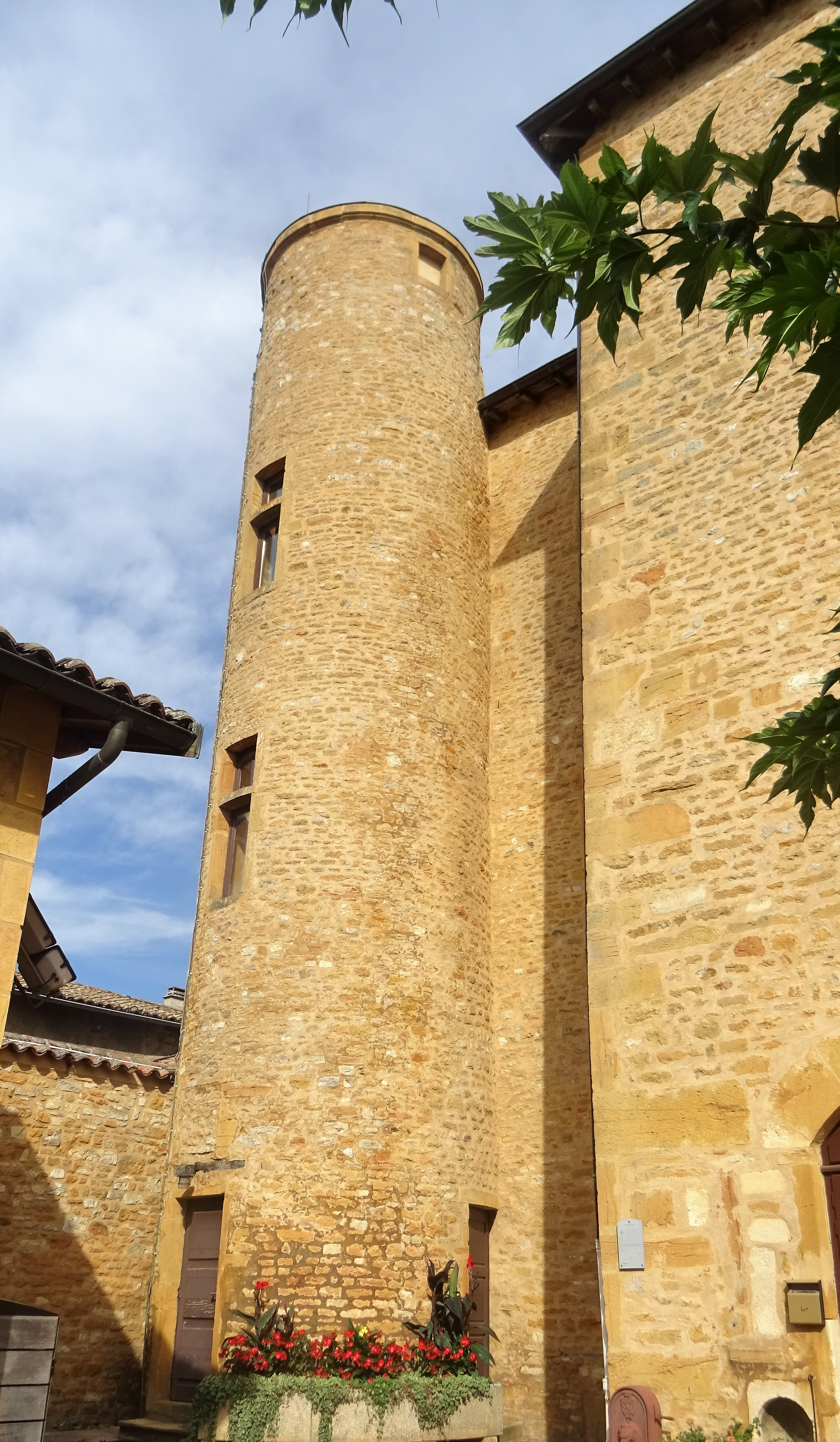
La tour panoramique.
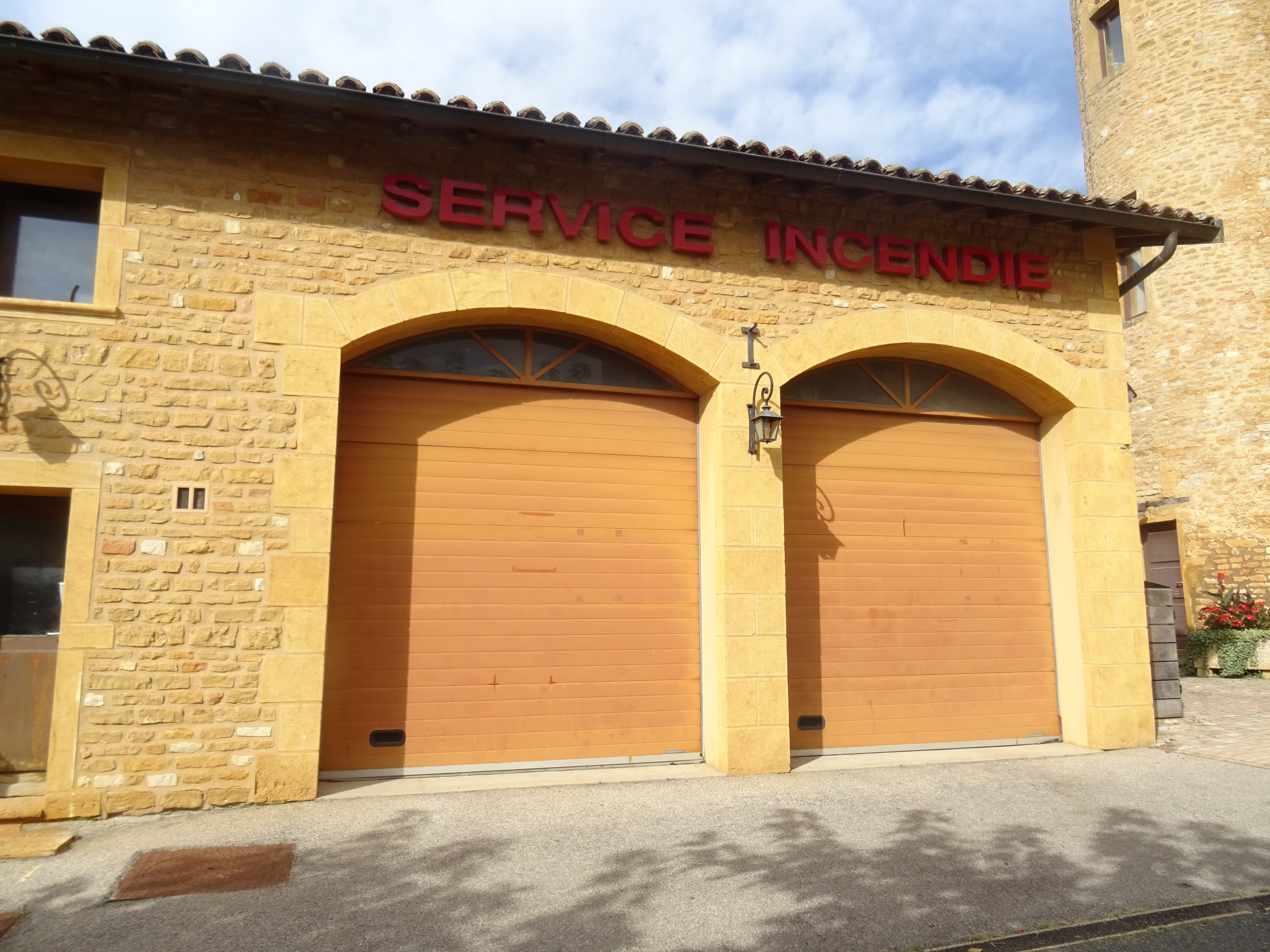
Le local des pompiers.

### Bayère

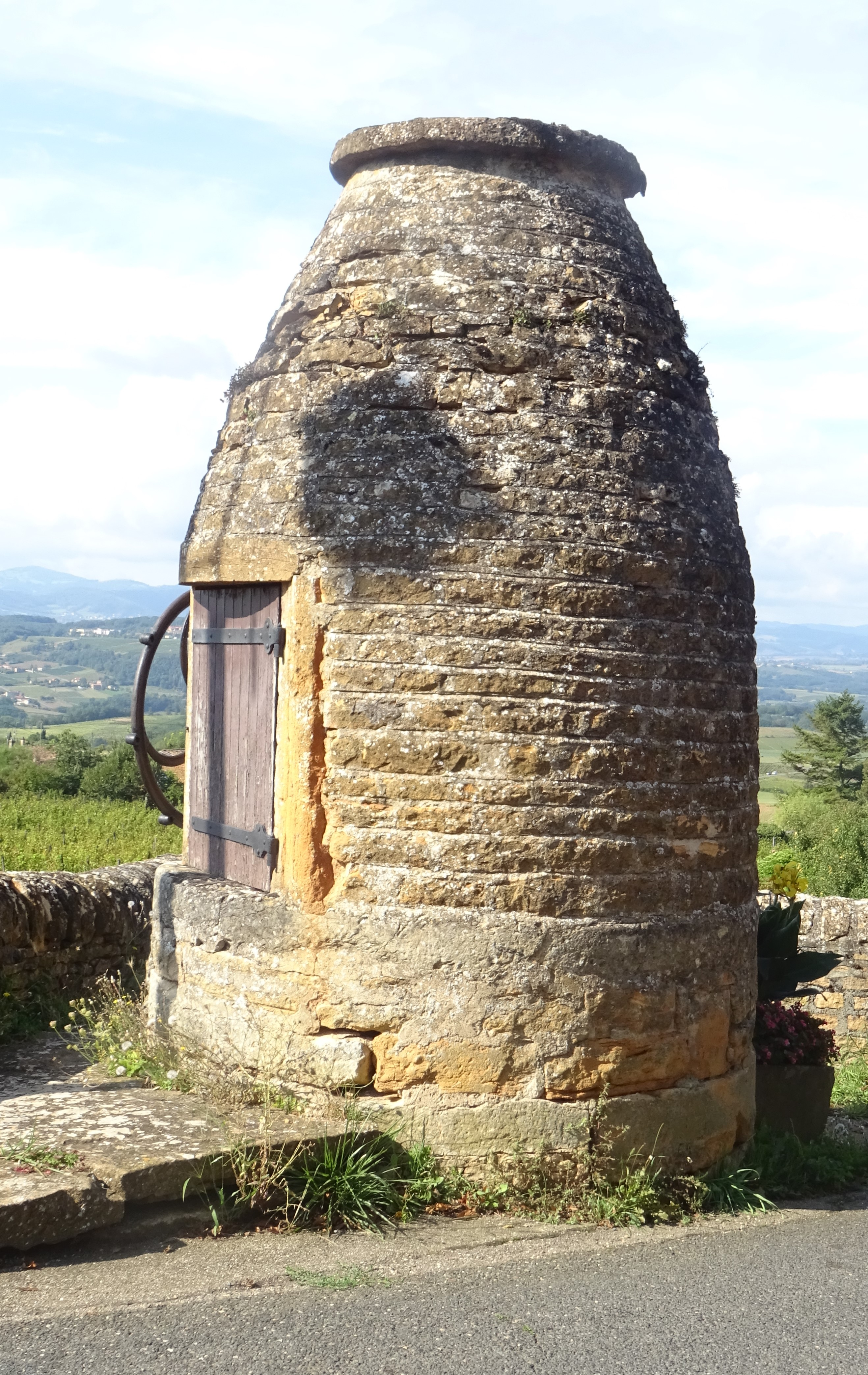
Puits au bourg de Charnay.

Ce hameau est situé à la naissance de la pointe effilée de la commune. Perché à 350 mètres il profite comme le bourg de l’effet de crête et jouit d’une bonne exposition au sud. L’espace lui est aujourd’hui mesuré vers l’est par la plaie béante de la carrière de calcaire ouverte par la cimenterie Lafarge installée en fond de vallée sur le territoire de Châtillon-d’Azergues. En plein expansion lors des Trente Glorieuses, la firme, était alors à la recherche d’une nouvelle implantation près du marché lyonnais, en remplacement de sa cimenterie de Cruas (Ardèche) dont les réserves étaient épuisées. Du côté ouest, Bayère eut à défendre son identité charnaysienne face aux prétentions des seigneurs de Châtillon qui la considéraient de leur mouvance. Par rapport au bourg, cet écart bénéficiait d’un avantage non négligeable. La position sur une crête posait le problème de l’alimentation en eau. À Charnay, le fondateur de la Mansarde lui-même n’avait rien imaginé de mieux que la collecte des eaux pluviales dans des citernes et cette même solution avait encore été envisagée par l’architecte de l’école construite au début du XXe siècle. Les particuliers n’avaient d’autre ressource que de percer des puits privés jusqu’à ce que la municipalité se fût décidée en 1858 à en forer un de plus de 33 mètres devant la maison commune (la poste actuelle). La solution définitive attendra la deuxième moitié du XXe siècle avec l’édification des deux stations de pompage du Chevronnet et du Pinet dans le cadre du Syndicat Intercommunal des Eaux du Val d’Azergues. A Bayère, il a suffi de procéder au captage d’un écoulement naturel des eaux souterraines et cet avantage apparaissait si providentiel qu’il fut l’objet d’un litige mémorable entre les seigneurs de Châtillon et la population locale qui se prévalut de l’autorité des chanoines-comtes pour trancher en sa faveur au XVIIIe siècle. 
Aujourd’hui, l’accès à ce captage est fermé par une grille en fer forgée qui s’inscrit dans une arcade en plein cintre à voussoir en pierre blanche. Luxe supplémentaire, dont semblent n’avoir jamais joui les habitants du chef-lieu : la disposition d’un lavoir public. Une fois reconnus par le préfet en 1845 les droits de la commune et des habitants à la libre utilisation de la source qui lui étaient contestés par un propriétaire domicilié à Châtillon, restait à aménager un lavoir digne de ce nom alliant commodité et élégance. Les travaux en furent adjugés en 1880 à un architecte de la commune de Belmont. Le confort des lavandières fut assuré par la clôture de murs sur les côtés nord et est, la couverture par une toiture à deux pans en tuiles rondes, une cheminée dans l’angle nord-est. L’élégance est dans la forme des deux piliers octogonaux en pierre de taille à base de chapiteaux moulurés qui soutiennent la toiture.

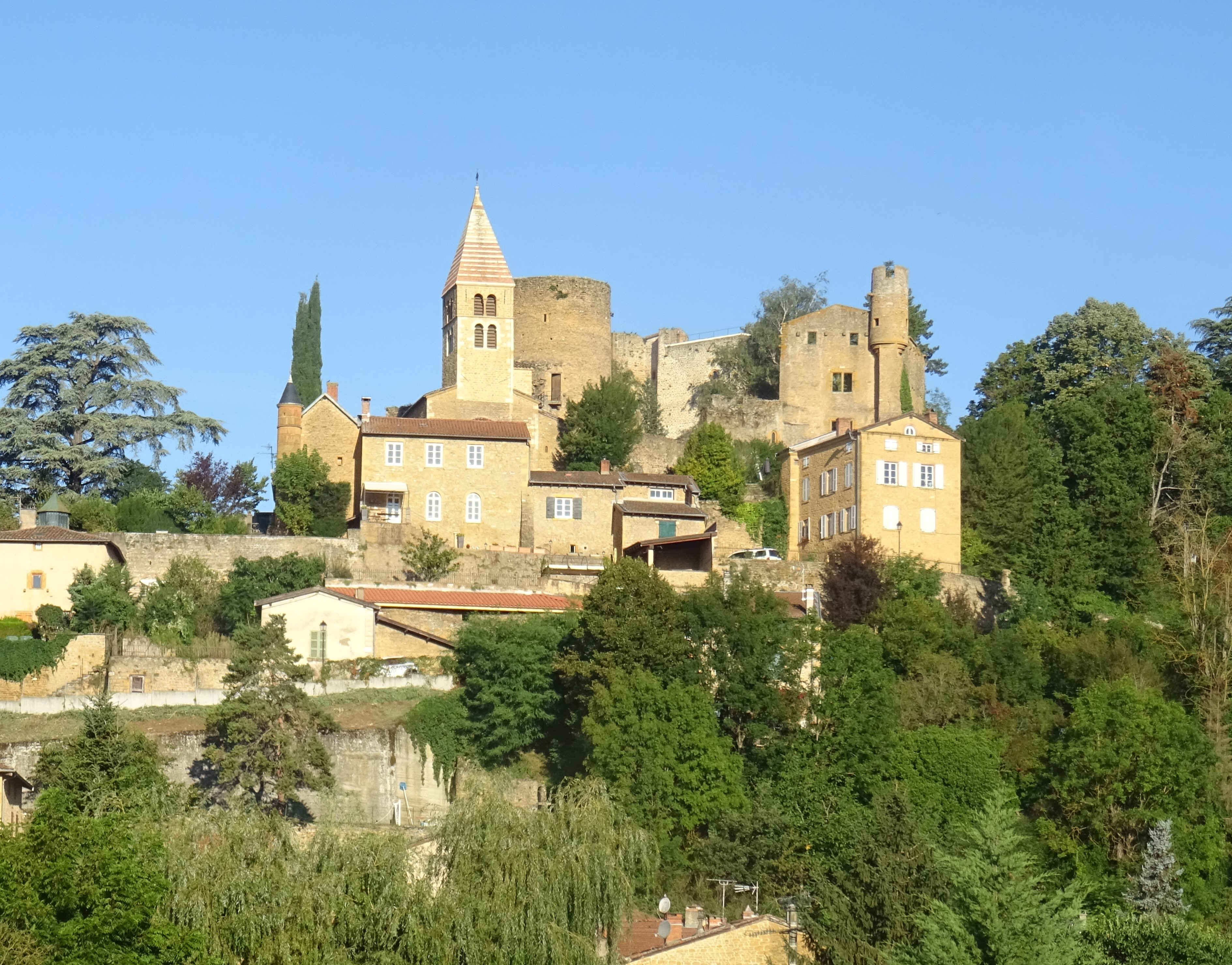
Château de Châtillon-d'Azergues.
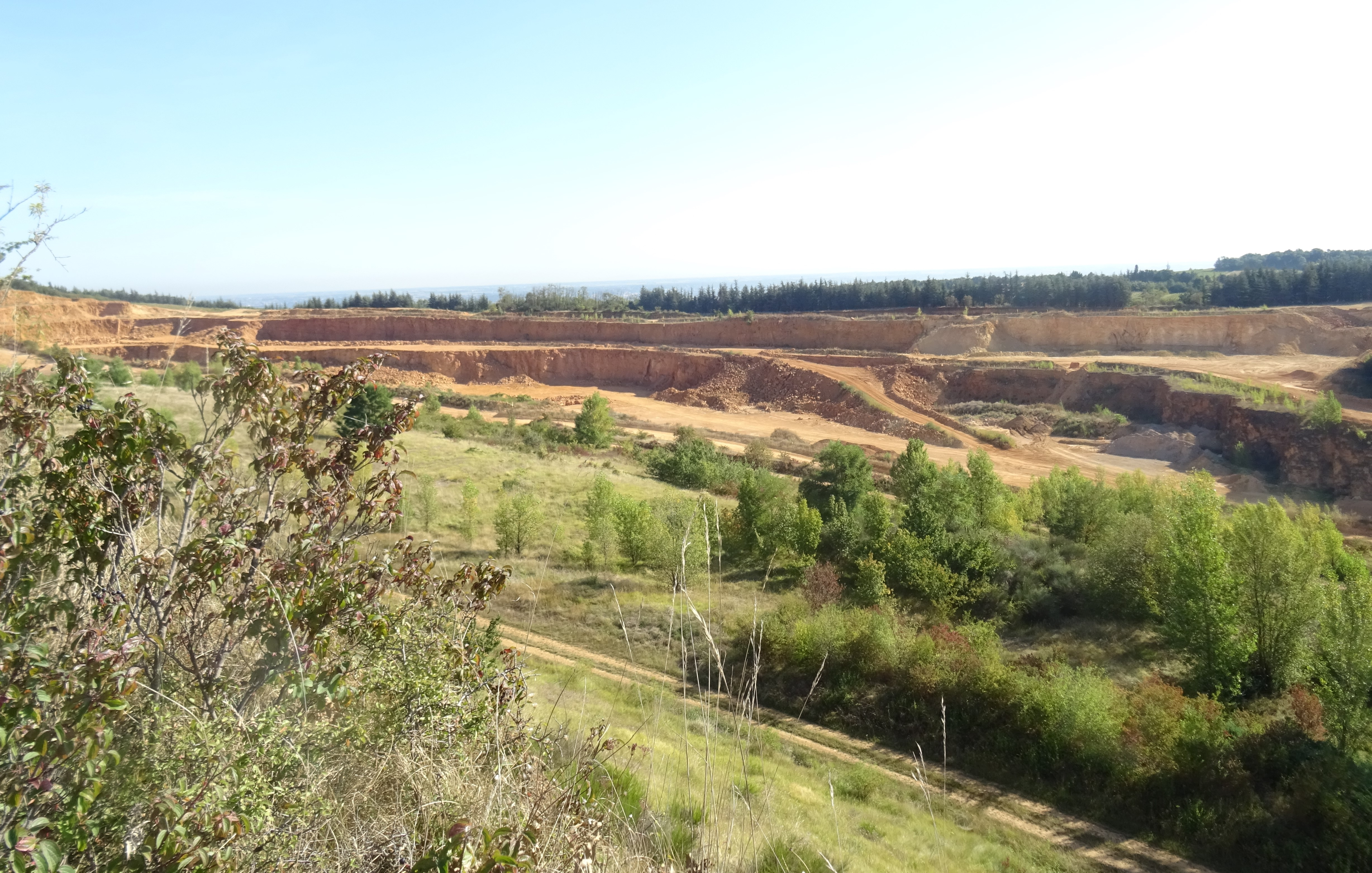
Carrière de calcaire Lafarge.
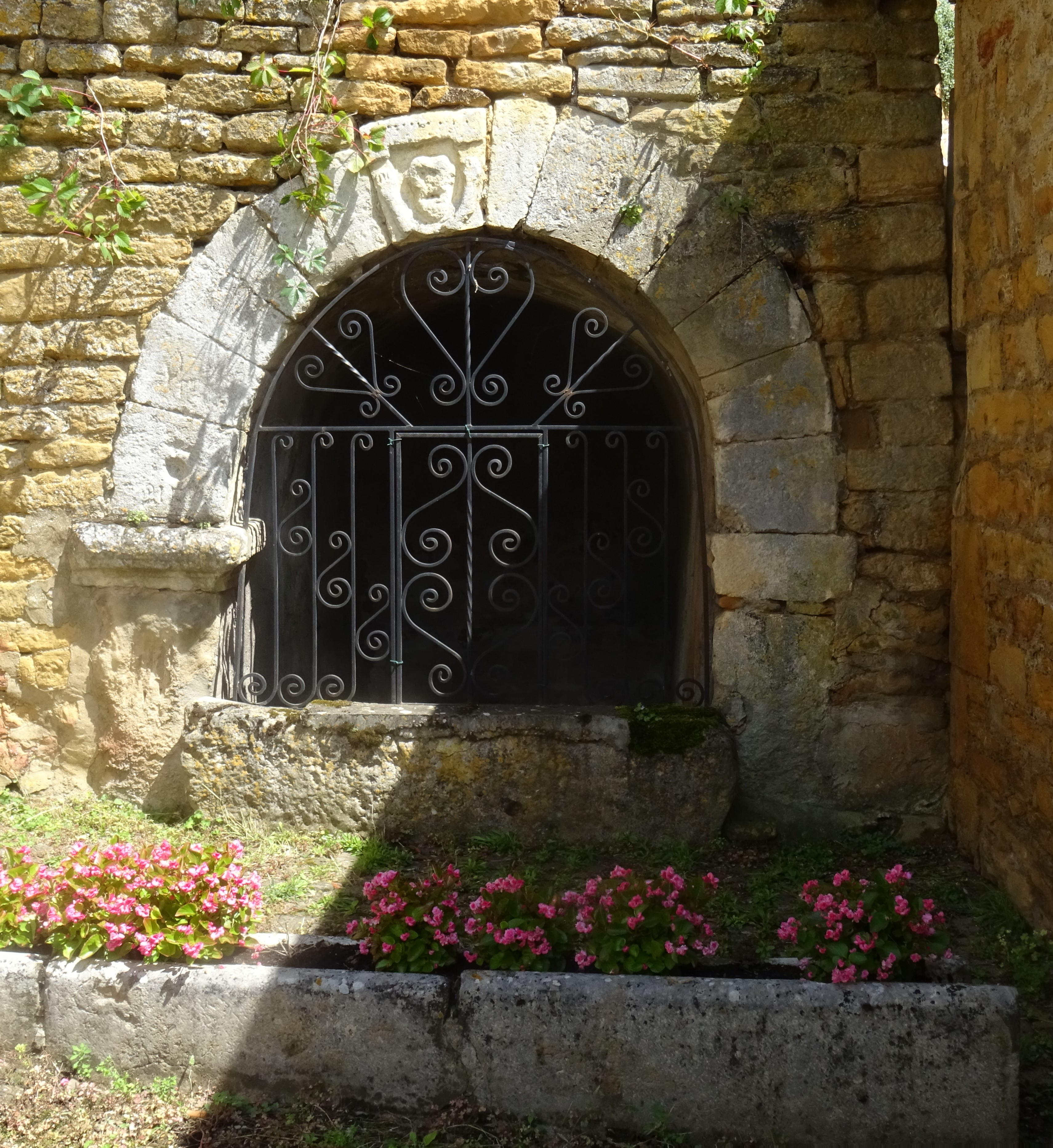
Grille de l'ancienne fontaine.
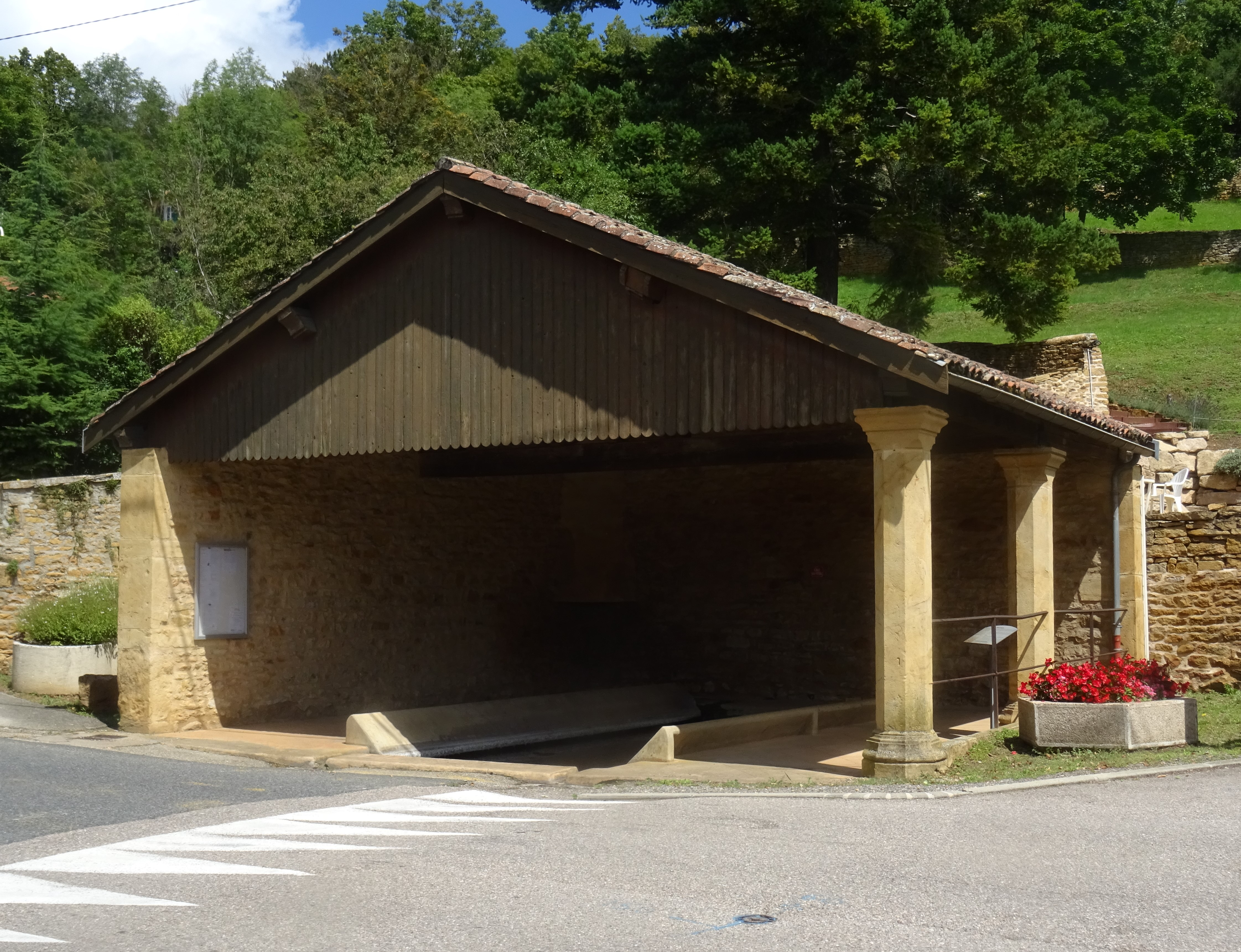
Lavoir de Bayère.

Le hameau de Bayère était développé au moins depuis le XVe siècle et de nombreuses sources témoignent de l’important développement de la viticulture. Mais sa notoriété est liée avant tout à la construction d’un château en 1649, une dizaine d’années avant l’installation de Jean-Baptiste Durieu à Charnay. Il s’agit, ici encore d’un Lyonnais, Michel Dufournet, notaire de son état, décédé en 1655, et dont Maurice, le fils et héritier, fut maître des requêtes au parlement de Dombes. Le dernier acquéreur privé Edouard Aynard en 1872 est une personnalité lyonnaise de premier plan tant par ses activités professionnelles de banquier et politiques (il sera député de 1889 à son décès en 1913) que par sa passion pour les arts et comme mécène. Son grand œuvre en la matière sera l’abbaye de Fontenay en Bourgogne. Sitôt devenu propriétaire de Bayère, il confie à l’architecte Malaval le soin de la restauration du château primitif. Il élevait ses quatre tours au centre d’un vaste domaine qui comprenait « château, maison de jardinier, bibliothèque, maison de vigneron, conciergerie, pavillons, remises, écuries, granges, jardin, vignes, prés, bois, étang, le toit d’une superficie d’environ 35 hectares ». Il avait gardé la même apparence lors de son achat par Edouard Aynard qui l’a profondément transformé. Témoigne encore de l’importance du château primitif l’imposante façade de la résidence avec ses deux niveaux de neuf travées régulières d’ouvertures rectangulaires au rez-de-chaussée, bombées à l’étage, édifice typique du milieu du XVIIIe siècle. Les retouches apportées par Edouard Aynard ne sont que de détail. Telles les barrières d’appui en fer forgé dans le style du XVIIIe siècle sur la terrasse qui commande l’entrée ou une rampe similaire de l’escalier intérieur. En revanche, ont disparu le petit fronton triangulaire sommital et le toit imposant à quatre pans : ils ont été détruits par un incendie en 1962 et remplacés par une simple terrasse.
Les autres vestiges de l’ancien château sont beaucoup plus discrets. Ainsi d’un passage reliant le bâtiment principal et une aile en équerre, voûté d’arête. On s’y engage sous un bel arc en plein cintre à claveaux en bossages. De la bibliothèque ne subsiste guère qu’«une baie monumentale en pierre jaune avec vasque en encorbellement, consoles à glyphes, volutes et fronton curviligne ». Dans le parc est dressée sur un piédestal une statue en terre cuite du XVIIe siècle de grandeur nature. Elle représente une Vénus à demi nue amputée de son bras gauche coiffée d’un chignon et chaussée de sandales. Elle se repose sur un tronc d’arbre. Adossé contre ses reins, l’Amour, enfant potelé aux longs cheveux frisés tient un oiseau dans ses mains. On reconnaît dans les restes des communs ceux destinés au cuvage. Il faut enfin chercher dans le petit bois voisin les ruines d’une glacière en pierre maçonnée dont le toit conique est couvert de lauzes.

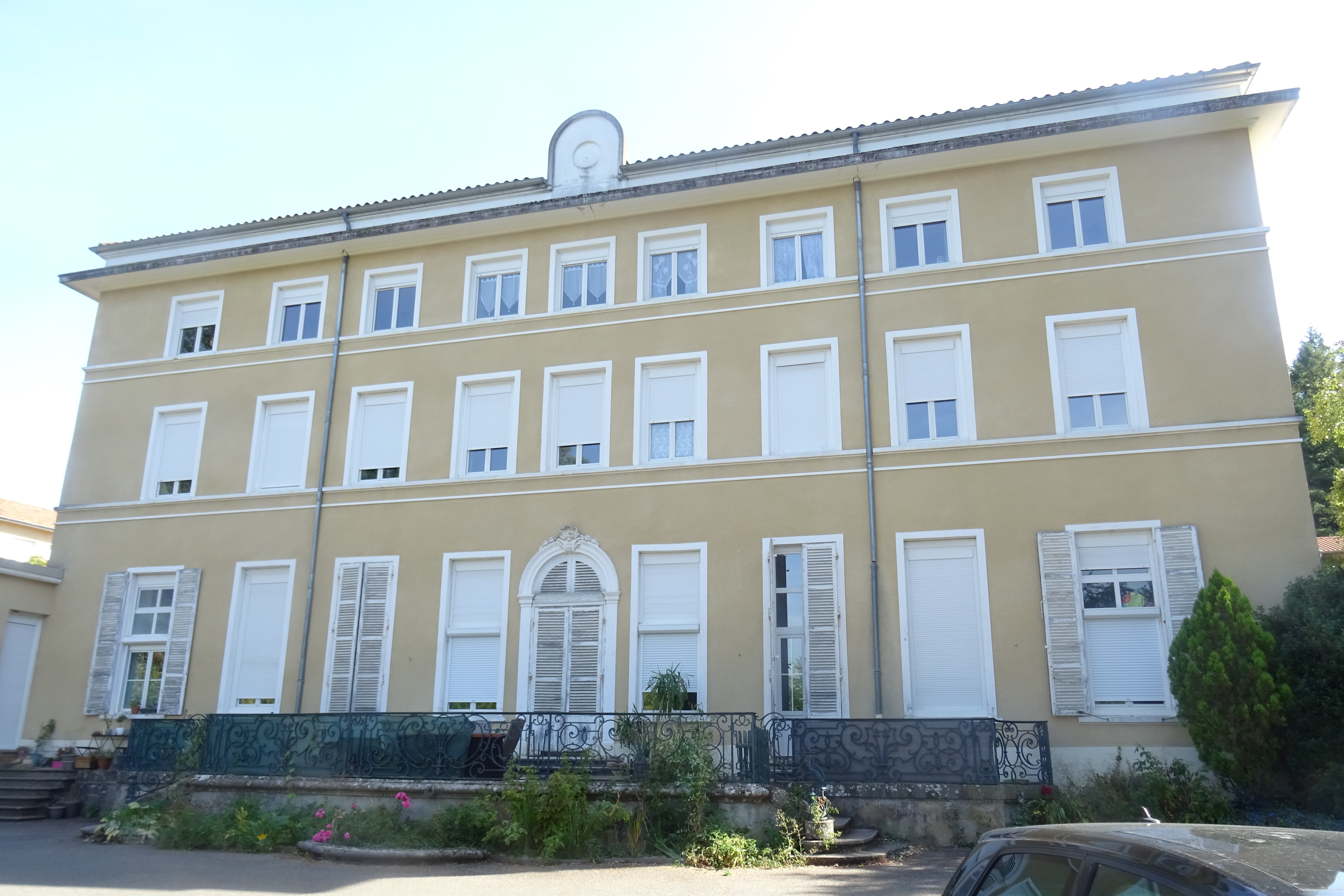
Château de Bayère.
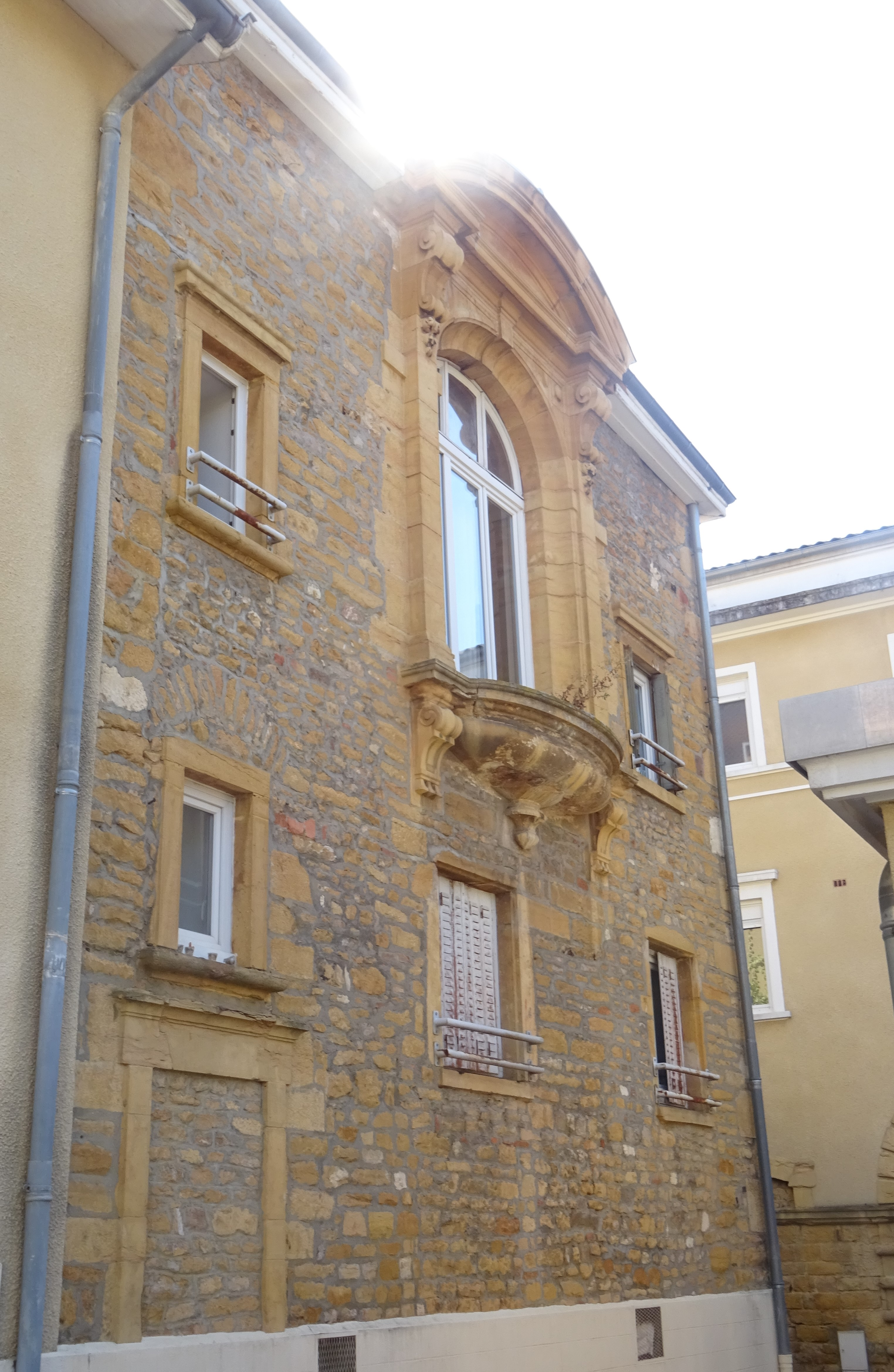
Ancienne bibliothèque du château.
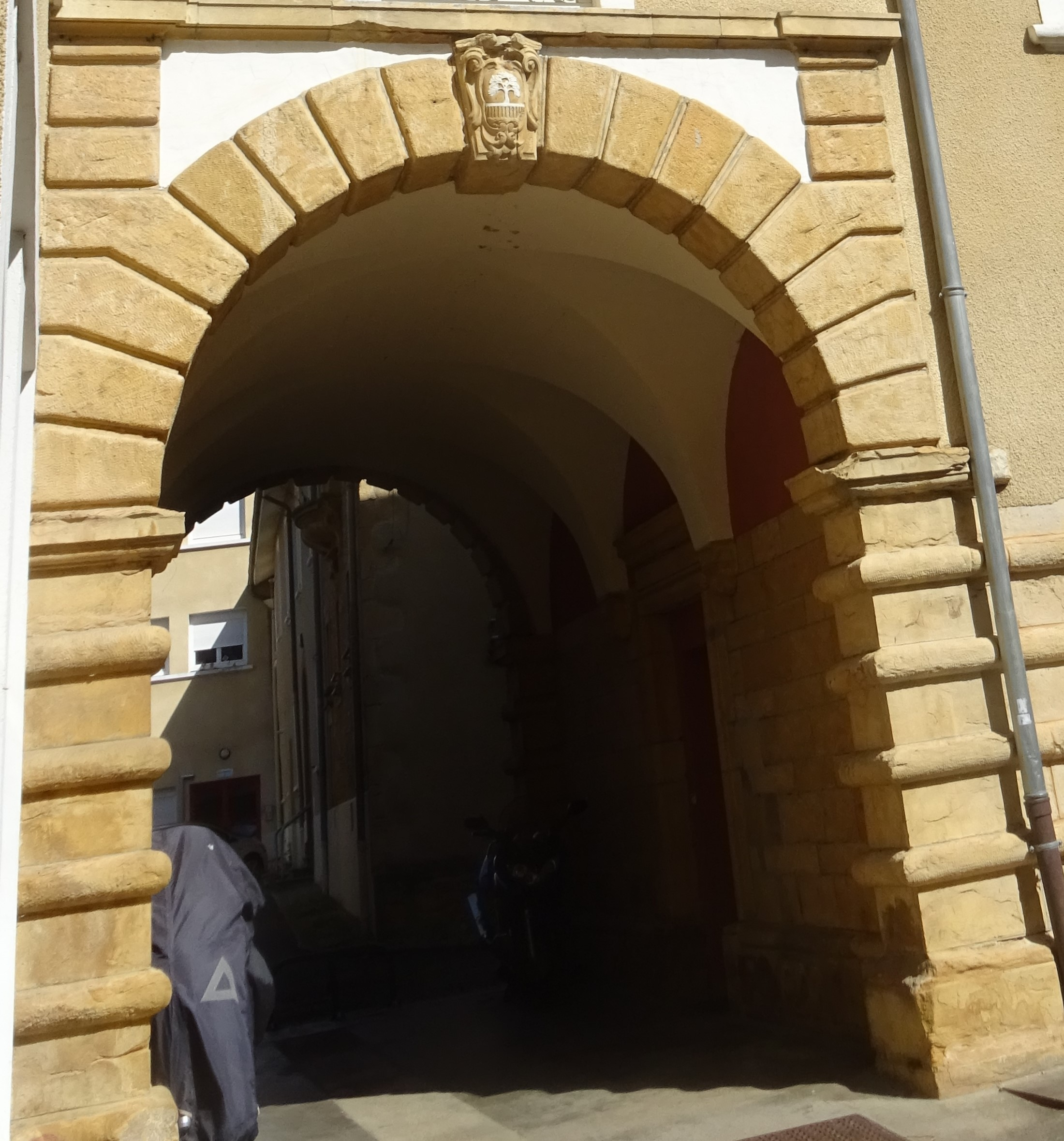
Passage voûté.
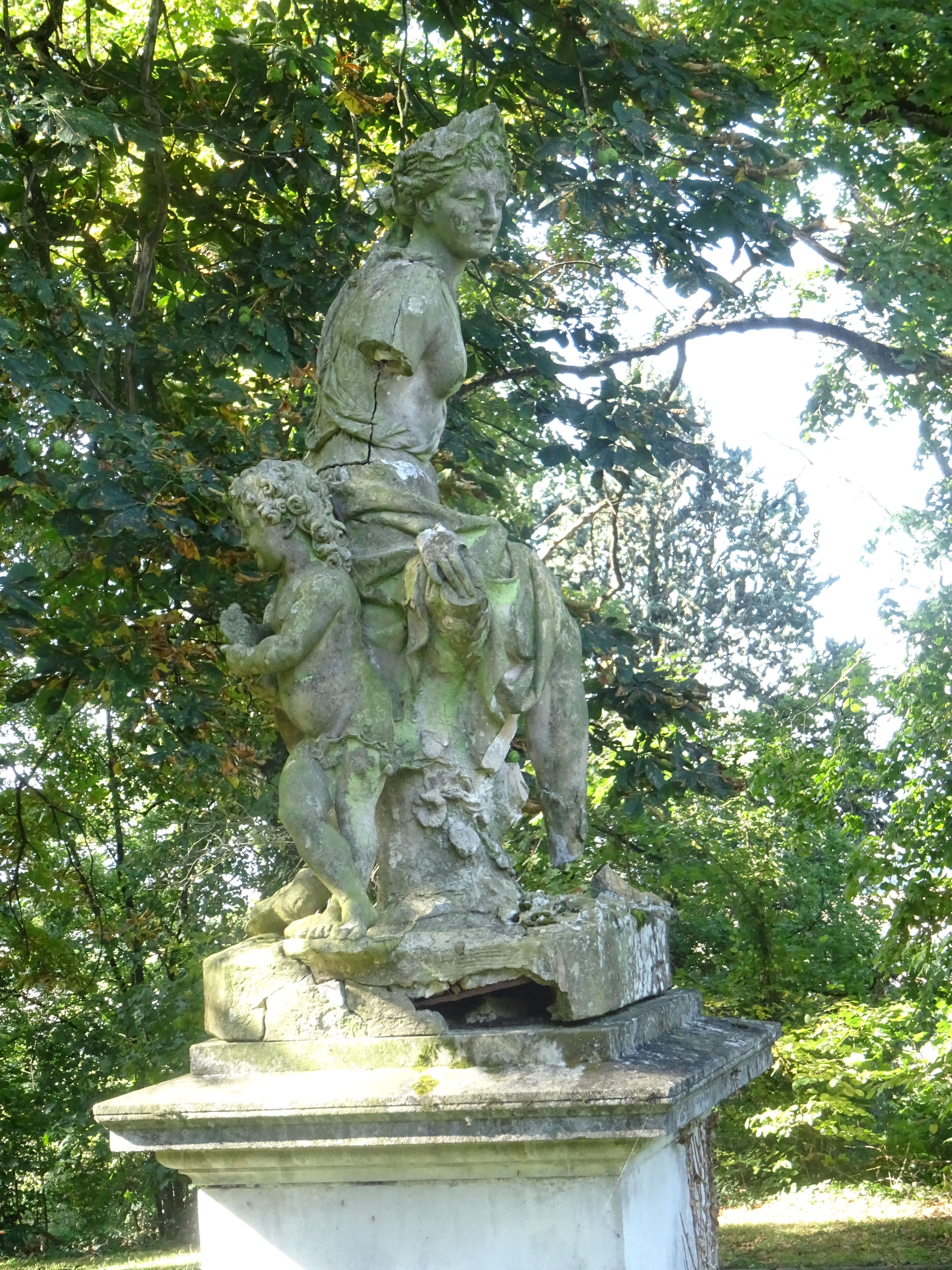
Vénus et l'Amour.
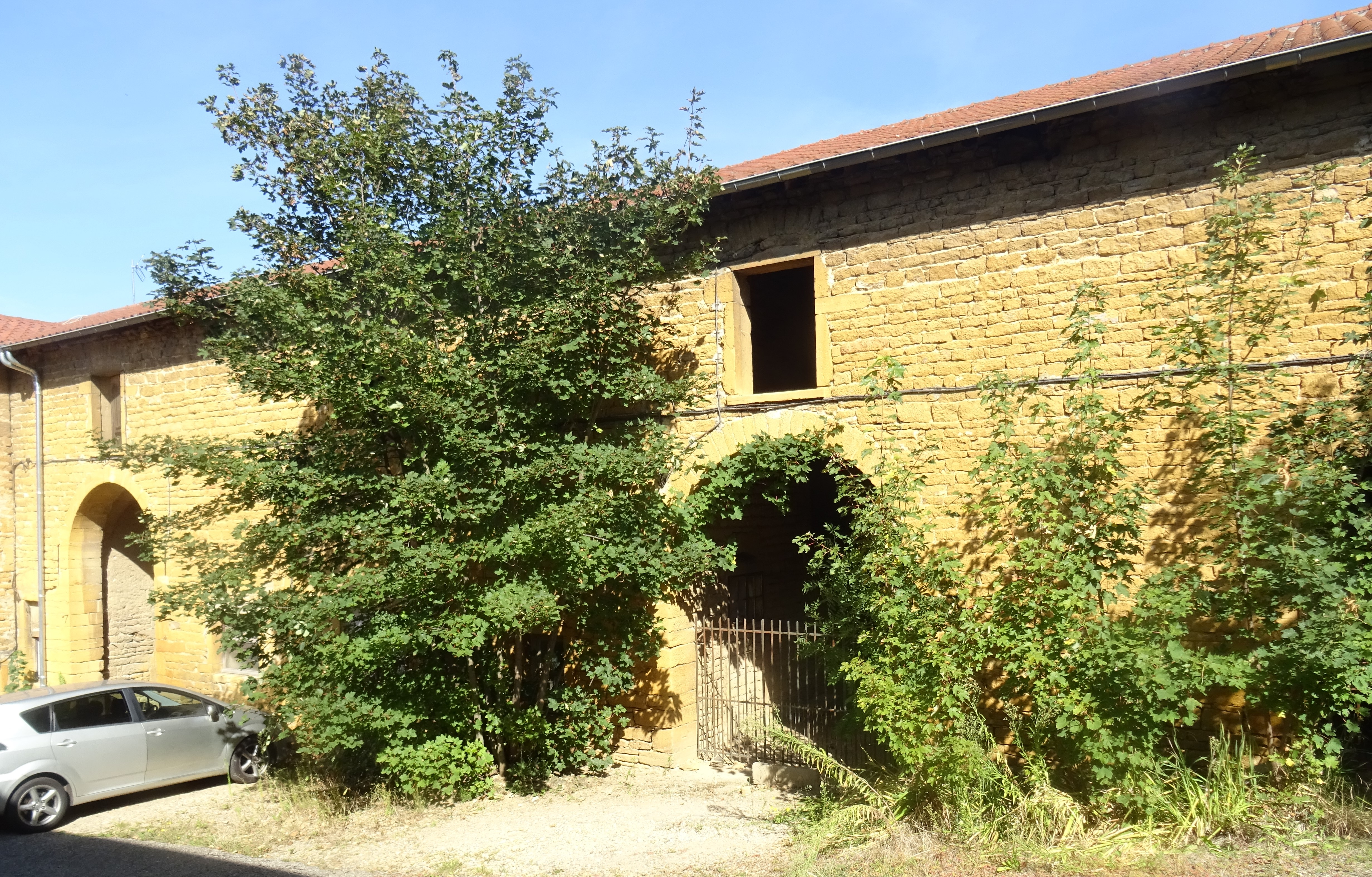
Anciens communs.

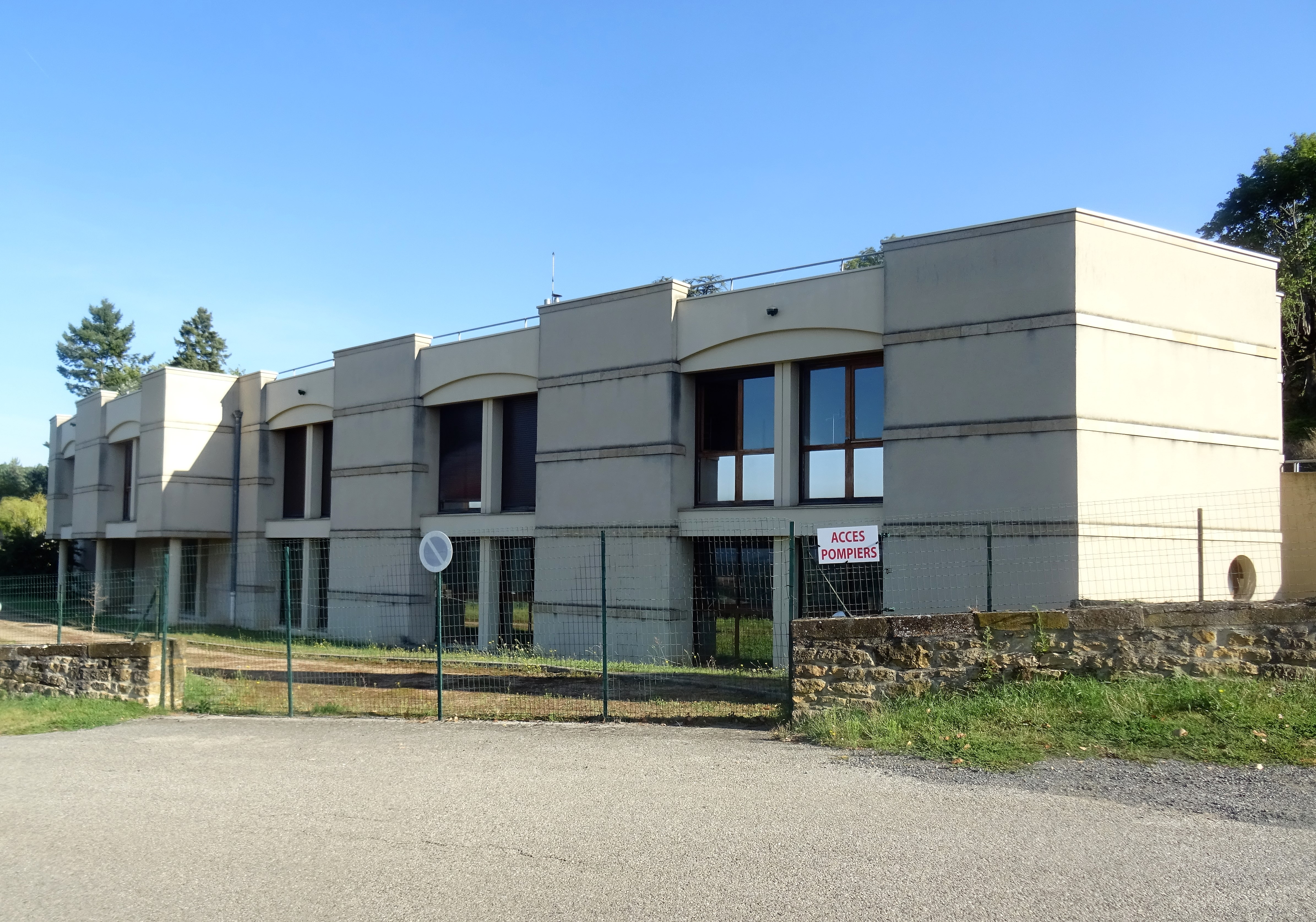
Centre médical de Bayère.

Le hameau de Bayère en ce début de XXIe siècle semble s’être donné une nouvelle vocation au service de la santé. En 1917, Francisque Aynard vend sa propriété au Comité départemental du Rhône pour l’assistance au militaires réformés pour tuberculose. En 1997, le Comité Départemental d'Hygiène Sociale (CDHS) devenu propriétaire juge les locaux peu fonctionnels pour un établissement de soins. Il construit à proximité un nouveau centre médical, long bâtiment de plain-pied. Sa capacité d'accueil est de 74 lits, Y sont traitées les pathologies respiratoires pour des convalescents ou pour des pathologies plus sévères. L'annonce de son transfert à l'hôpital de Villefranche-sur-Saône en 2021 ne s'est pas réalisé. La grande demeure seigneuriale est alors vendue à un promoteur qui y a aménagé des appartements : c’est le Clos Bayère.
Un autre établissement voisin destiné aux personnes valétudinaires donne l’occasion d’évoquer la mémoire du plus célèbre des enfants de la commune : Jean-Marie Joseph Degoutte est né à Charnay en 1866. Il s ’est engagé dans la carrière militaire dès sa sortie du lycée de Bourg-en-Bresse par la voie royale de Saint-Cyr. L’essentiel de sa carrière qu’il terminera dans les fonctions de général s’est déroulée en terres coloniales jusqu’à la Grande Guerre. Retiré à Nice lors de sa retraite en 1931il ne manquait pas de revenir chaque année dans une maison en pierre dorée de récente acquisition. Après sa mort à Charnay, cette maison est devenue successivement un établissement de soins pour enfants « Les Juniors », un hébergement pour personnes âgées L’Acropole. Mais elle ne convenait plus à l’actuel propriétaire pour les 75 pensionnaire de cet EHPAD : les Opalines ont été reconstruites après arasion de l’ancien bâtiment.

### Une vocation résidentielle

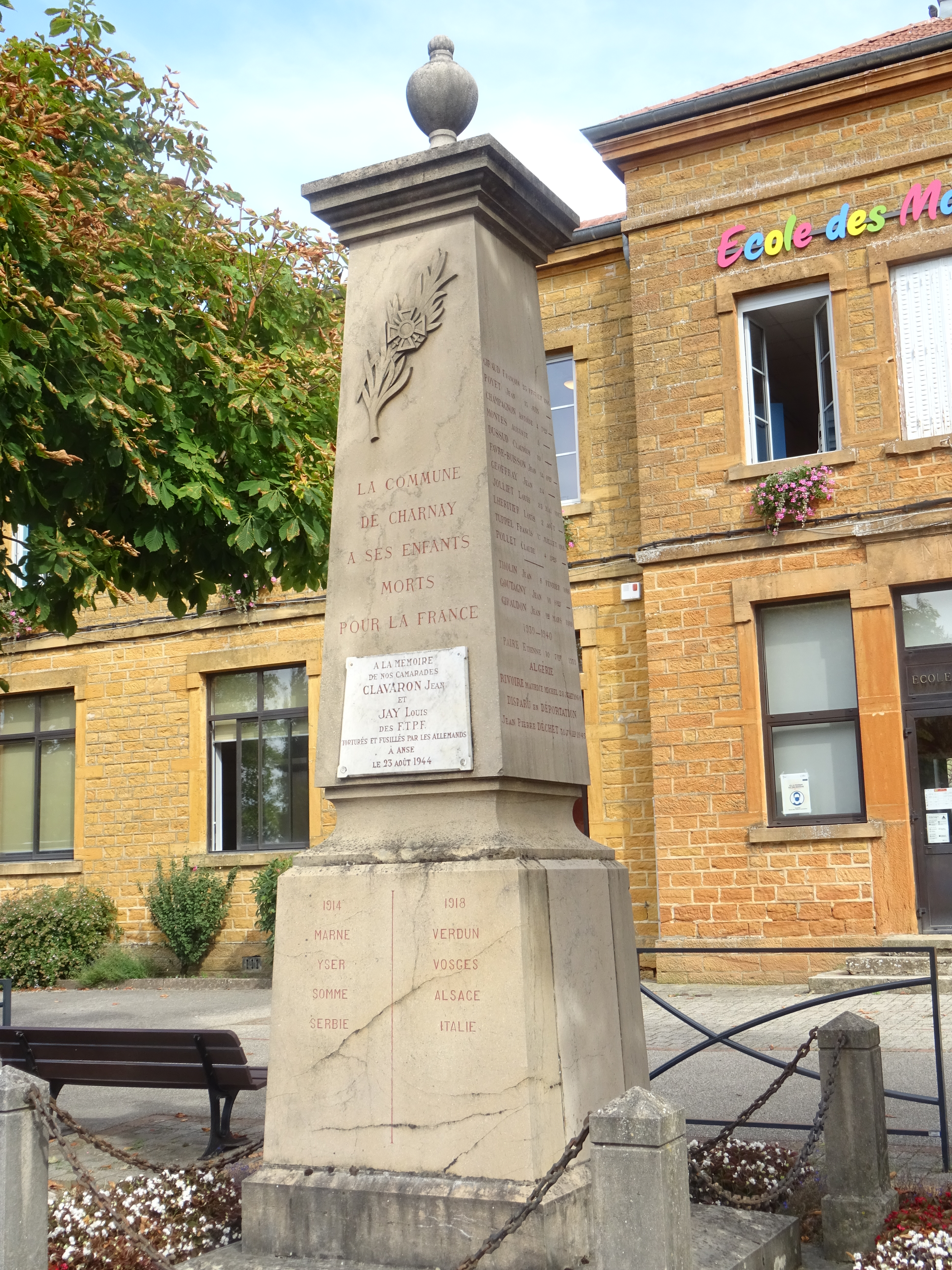
Monument aux morts de Charnay.

L’histoire de Charnay est celle d’une commune rurale dont l’ensemble de la population s’activait traditionnellement dans le domaine agricole, avec une spécialisation dans la viticulture. Comme dans l’ensemble de la France, on observe une croissance démographique modérée de 1793 (621 habitants) jusqu’en 1846 (859 habitants), date du maximum démographique. L’exode rural n’explique que pour partie la baisse de la population jusqu’en 1946 (469 habitants), car la guerre de 1914-18 l’a fortement accélérée tant par le nombre des soldats morts au combat (29) que par le recul de la natalité.
La situation est bien changée. On compte 1079 Charnaysiens et Charnaysiennes en 2008 : c’est plus qu’un doublement en 62 ans (230 %). Cette augmentation est sans rapport avec les Trente Glorieuses : on observe même un petit minimum en 1968 (515 habitants). Depuis la croissance ne s’est plus démentie. Les ressorts de cette vitalité ne tiennent pas aux conditions locales. Au contraire, le solde naturel est fortement et régulièrement négatif, la chute du taux de natalité s’est même gravement accélérée depuis des décennies alors que celui de mortalité atteint un niveau élevé. Rien ne retenait plus au pays les anciennes générations. L’industrie n’a jamais eu sa place sur une crête à l’écart des voies de circulation, Du fait de la modernisation de ses moyens l’agriculture mobilise de moins en moins de bras. Circonstance aggravante dans le cas de Charnay : la perte de contrôle des exploitations viticoles. Selon les personnes les mieux informées, il n’y a plus que trois vignerons résidents sur la commune, la plupart des propriétaires venant de l’extérieur. Le commerce local ne résiste pas plus qu’ailleurs à la concurrence des grandes surfaces. Le déficit d’emplois est donné par ces deux chiffres de l’INSEE : 283 seulement sont offerts dans la zone qui compte 465 actifs au travail ! Autre donnée concordante : 26 % des actifs ont un emploi sur place, 74 % étant donc condamnés à prendre leur voiture pour rejoindre quotidiennement leur poste de travail. La croissance démographique ne s’explique donc que par l’arrivée d’une nouvelle population. L’effort de construction est très sensible si l’on en juge par les statistiques de l’INSEE. En ce qui concerne le nombre de logements 46,6 % datent d’avant 1914. La proportion est presque identique pour la période 1971-2015 (43,3 %). 83,7 % sont des maisons individuelles contre 16,1 % pour les appartements. Ces nouveaux sont bien des habitants permanents : sur 445 logements, 400, soit 90 % sont occupés à titre principal et non comme résidences secondaires.
On s’attendrait en constatant ce solde migratoire positif à une floraison des lotissements pour loger les nouveaux Charnaysiens à l’instar de nombreuses communes périurbaines en voie de rurbanisation. Ce phénomène reste ici relativement modéré. On n’en note qu’un seul exemple dans le secteur des Ferratières sur le versant ouest en contrebas du chef-lieu. L’impression est plutôt celle d’un éparpillement au hasard des achats de parcelles. On peut aussi s’interroger sur la transformation en appartements de dépendances consacrées autrefois à la viticulture.

## Politique et administration

### Liste des maires
| Période                                  | Période  | Identité      | Étiquette | Qualité |
| ---------------------------------------- | -------- | ------------- | --------- | ------- |
| mars 2008                                | en cours | Laurent Dubuy |           |         |
| 2001                                     | 2008     | Marc Bersac   |           |         |
| Les données manquantes sont à compléter. |          |               |           |         |

## Population et société

### Démographie
L'évolution du nombre d'habitants est connue à travers les recensements de la population effectués dans la commune depuis 1793. Pour les communes de moins de 10 000 habitants, une enquête de recensement portant sur toute la population est réalisée tous les cinq ans, les populations de référence des années intermédiaires étant quant à elles estimées par interpolation ou extrapolation. Pour la commune, le premier recensement exhaustif entrant dans le cadre du nouveau dispositif a été réalisé en 2007.

En 2022, la commune comptait 1 031 habitants, en évolution de −2,92 % par rapport à 2016 (Rhône : +3,93 %, France hors Mayotte : +2,11 %).
| 1793 | 1800 | 1806 | 1821 | 1831 | 1836 | 1841 | 1846 | 1851 |
| ---- | ---- | ---- | ---- | ---- | ---- | ---- | ---- | ---- |
| 621  | 430  | 644  | 686  | 698  | 712  | 728  | 859  | 832  |

| 1856 | 1861 | 1866 | 1872 | 1876 | 1881 | 1886 | 1891 | 1896 |
| ---- | ---- | ---- | ---- | ---- | ---- | ---- | ---- | ---- |
| 789  | 825  | 870  | 800  | 819  | 794  | 722  | 707  | 731  |

| 1901 | 1906 | 1911 | 1921 | 1926 | 1931 | 1936 | 1946 | 1954 |
| ---- | ---- | ---- | ---- | ---- | ---- | ---- | ---- | ---- |
| 781  | 704  | 665  | 576  | 566  | 540  | 525  | 469  | 578  |

| 1962 | 1968 | 1975 | 1982 | 1990 | 1999 | 2006  | 2007  | 2012  |
| ---- | ---- | ---- | ---- | ---- | ---- | ----- | ----- | ----- |
| 553  | 515  | 551  | 609  | 775  | 964  | 1 057 | 1 067 | 1 072 |

| 2017  | 2022  | - | - | - | - | - | - | - |
| ----- | ----- | - | - | - | - | - | - | - |
| 1 057 | 1 031 | - | - | - | - | - | - | - |

### Enseignement
La commune possède une école maternelle et primaire compos2e comme suit :
- une classe unique en maternelle ;
- trois classes à double niveau en primaire.

### Manifestations culturelles et festivités
Le village accueille chaque année le festival « les vendanges musicales ».

### Sports
La commune est traversée par le Sentier de grande randonnée de pays Tour du Beaujolais des Pierres dorées.

## Culture locale et patrimoine

### Lieux et monuments
- Le château de Charnay (limite XIIIe, XIVe siècle) ; remanié aux XVIe ; XVIIIe siècle. Aujourd'hui y est installée la mairie de la commune.
- L'église Saint-Christophe de Charnay, placée sous le vocable de Saint-Christophe, qui aurait été commencée au XIe siècle pour être chapelle de la maison forte voisine. Son clocher a été surélevé en 1929 d'après des plans de l'architecte Bonnetin. L'une de ses richesses est une statue de saint Christophe, classée MH et datant du XIIIe siècle.

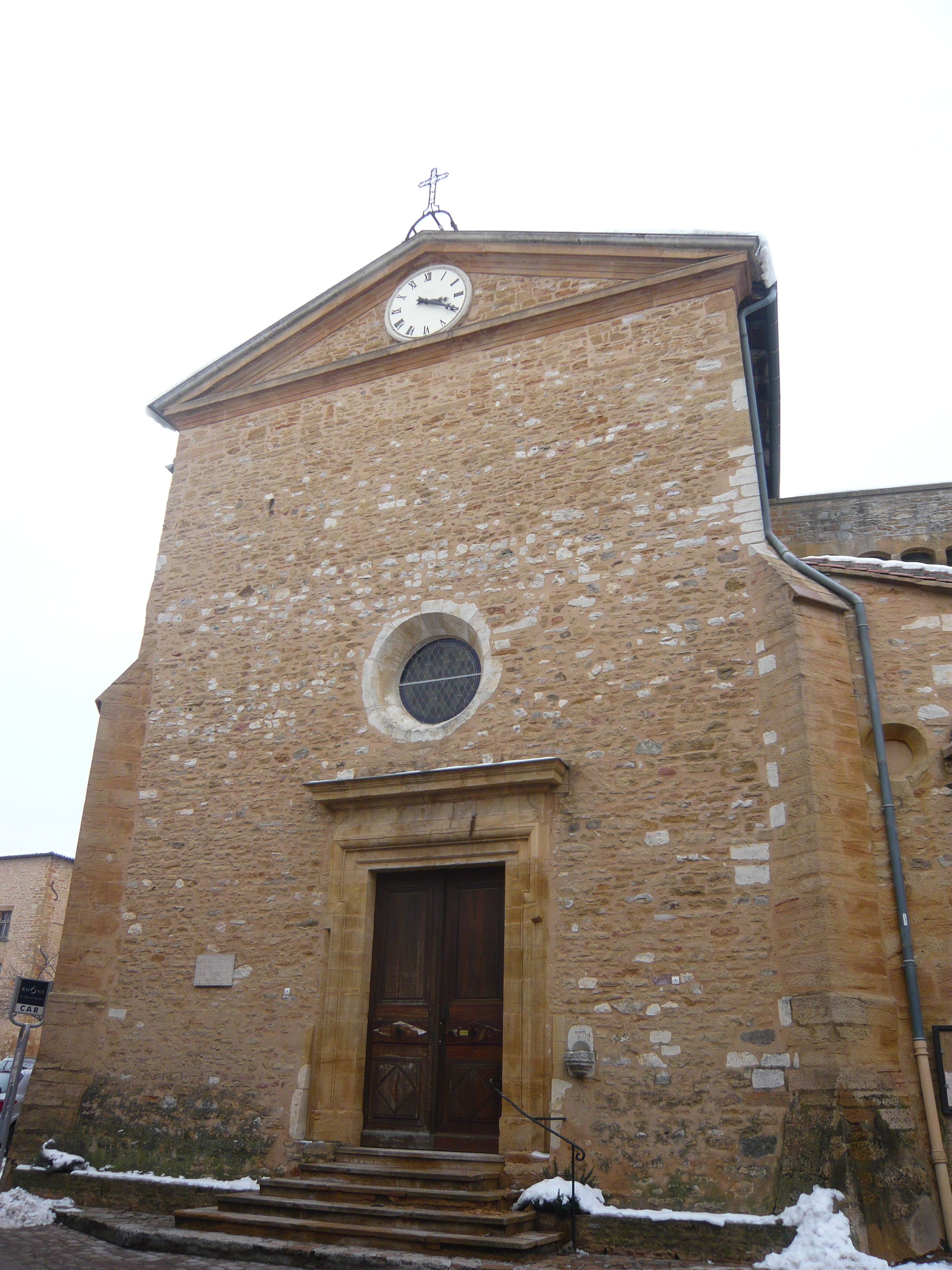
La façade de l'église Saint-Christophe.
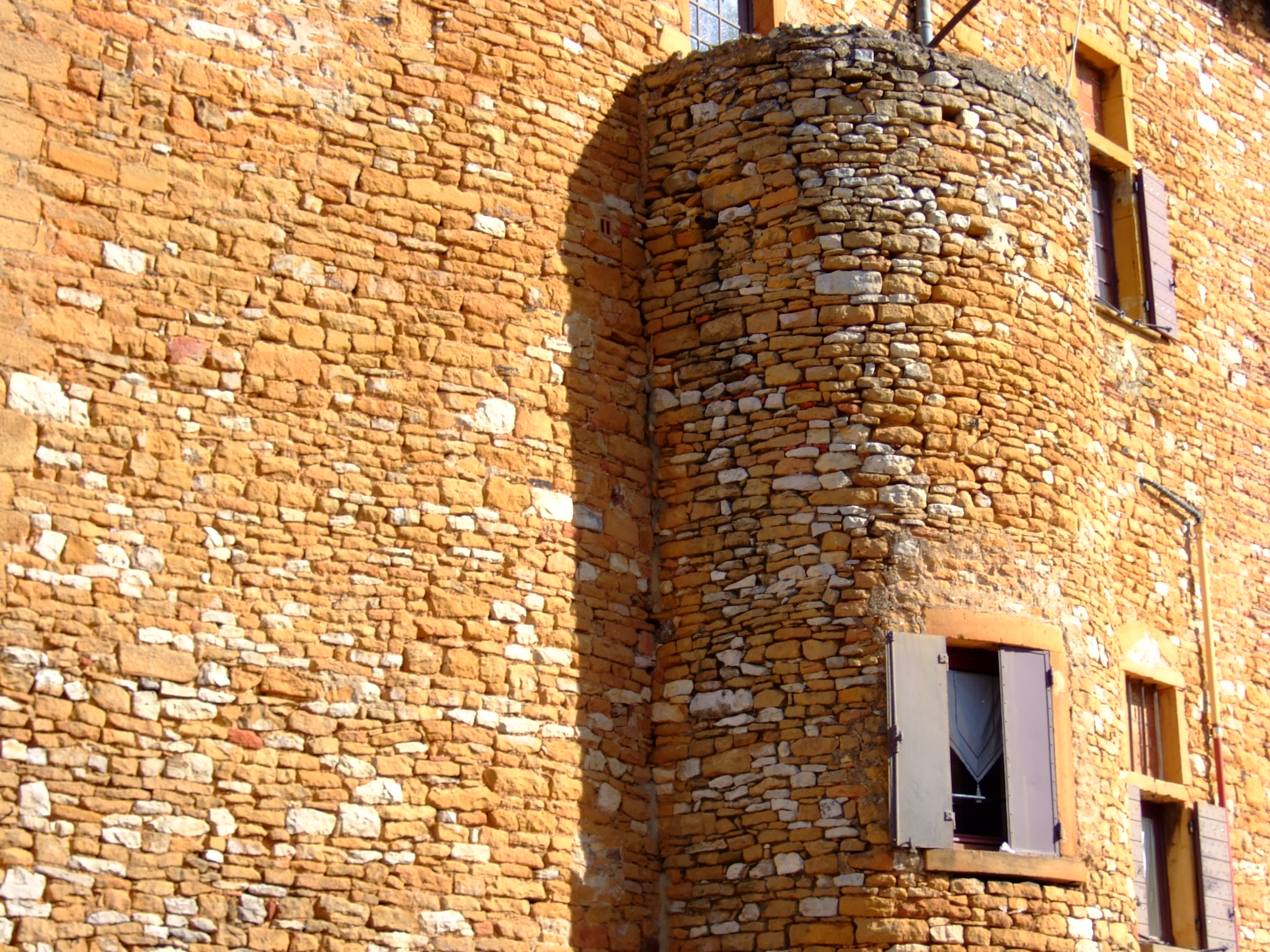
La façade du château médiéval de Charnay.
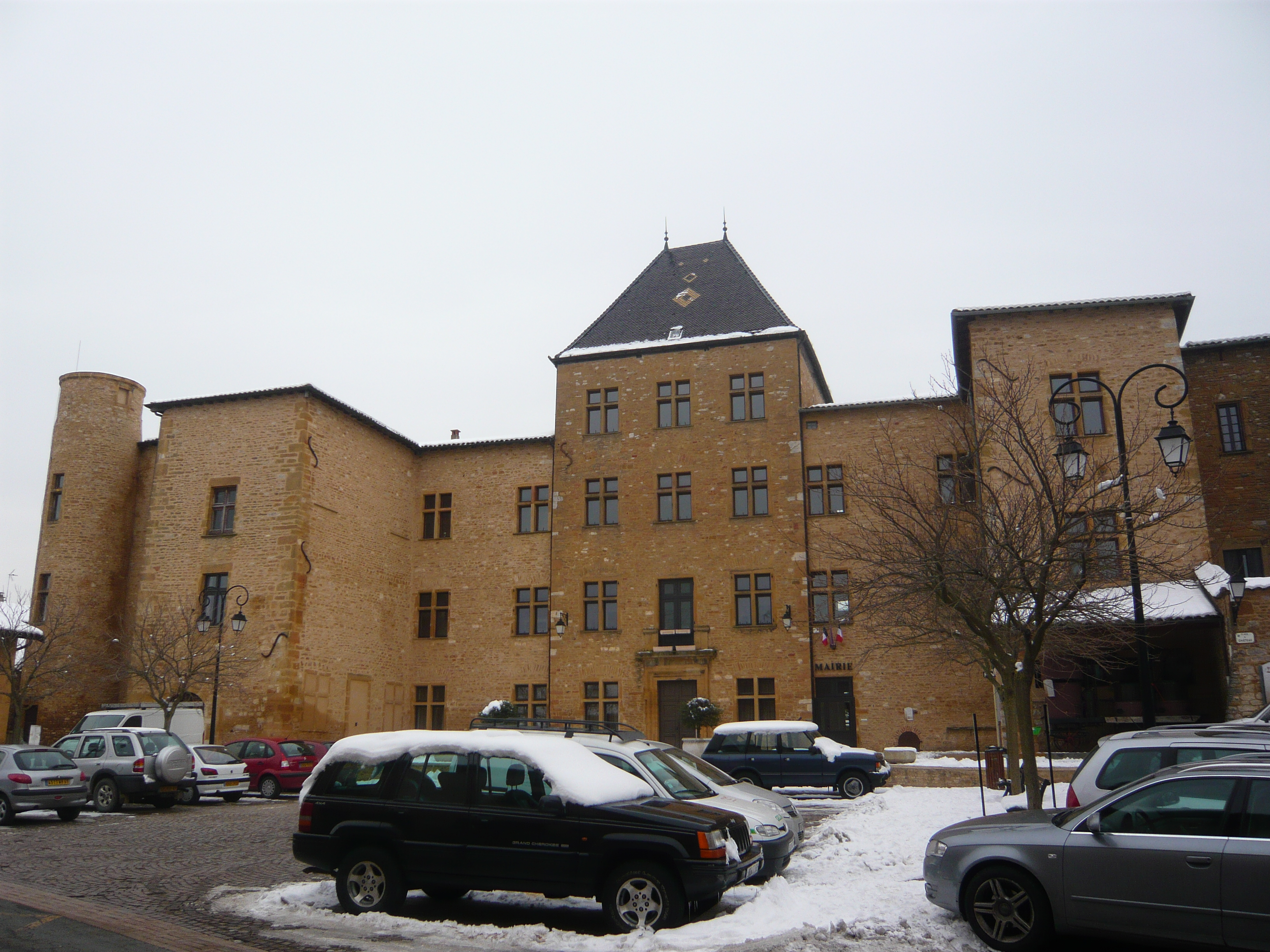
Le château médiéval de Charnay, aujourd'hui utilisé comme mairie.
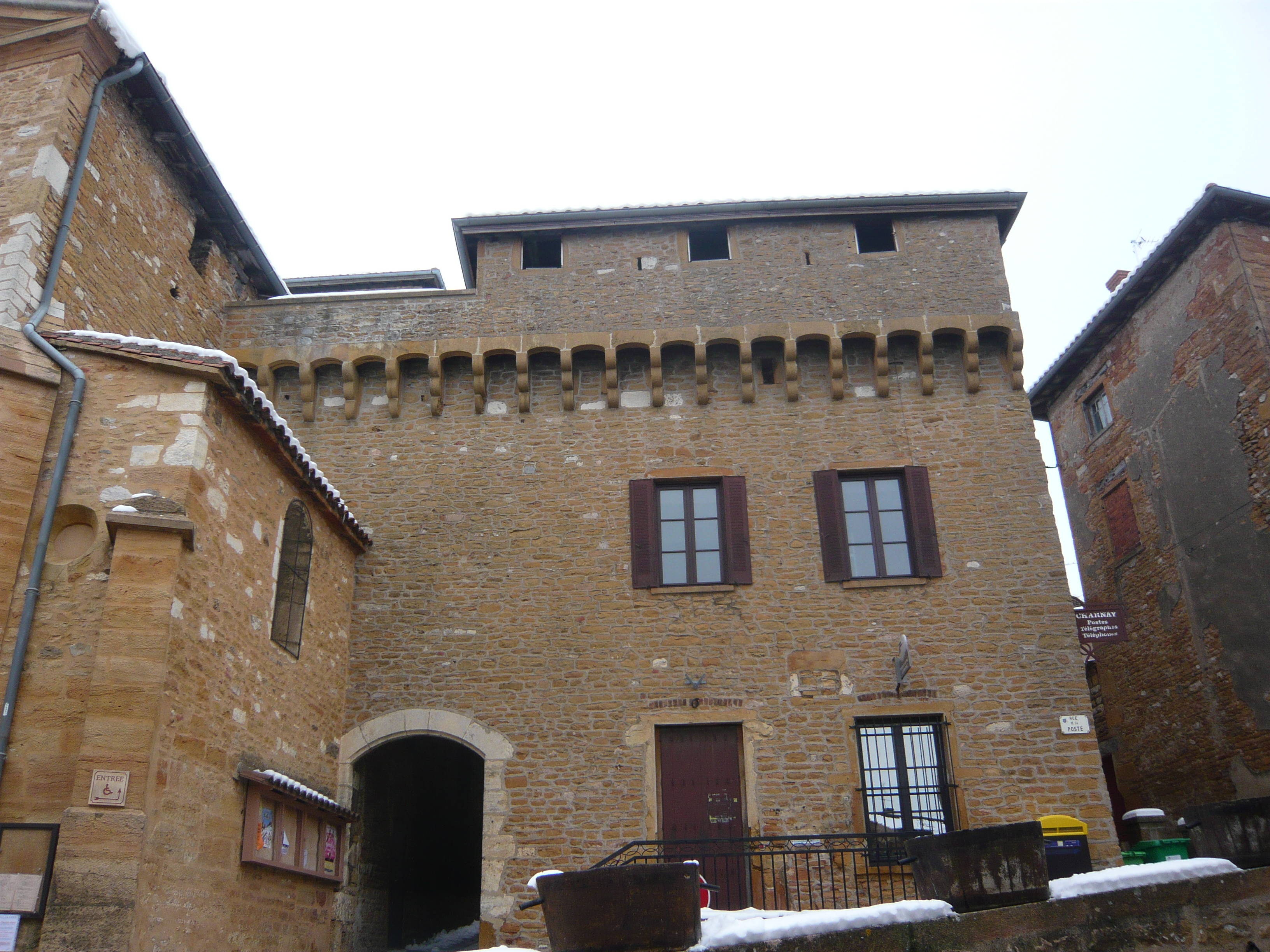
Le bourg médiéval de Charnay.
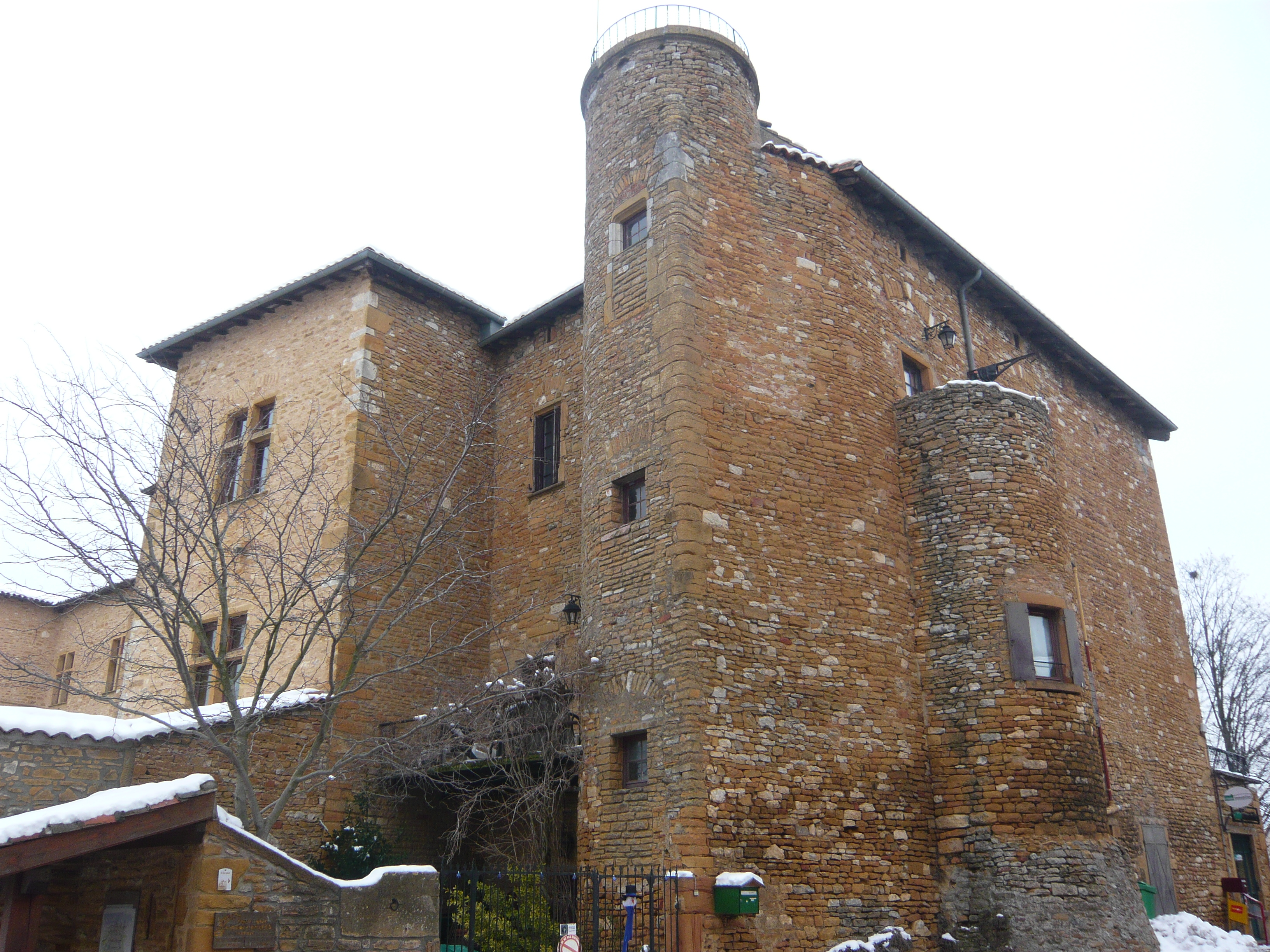
Le bourg médiéval de Charnay.
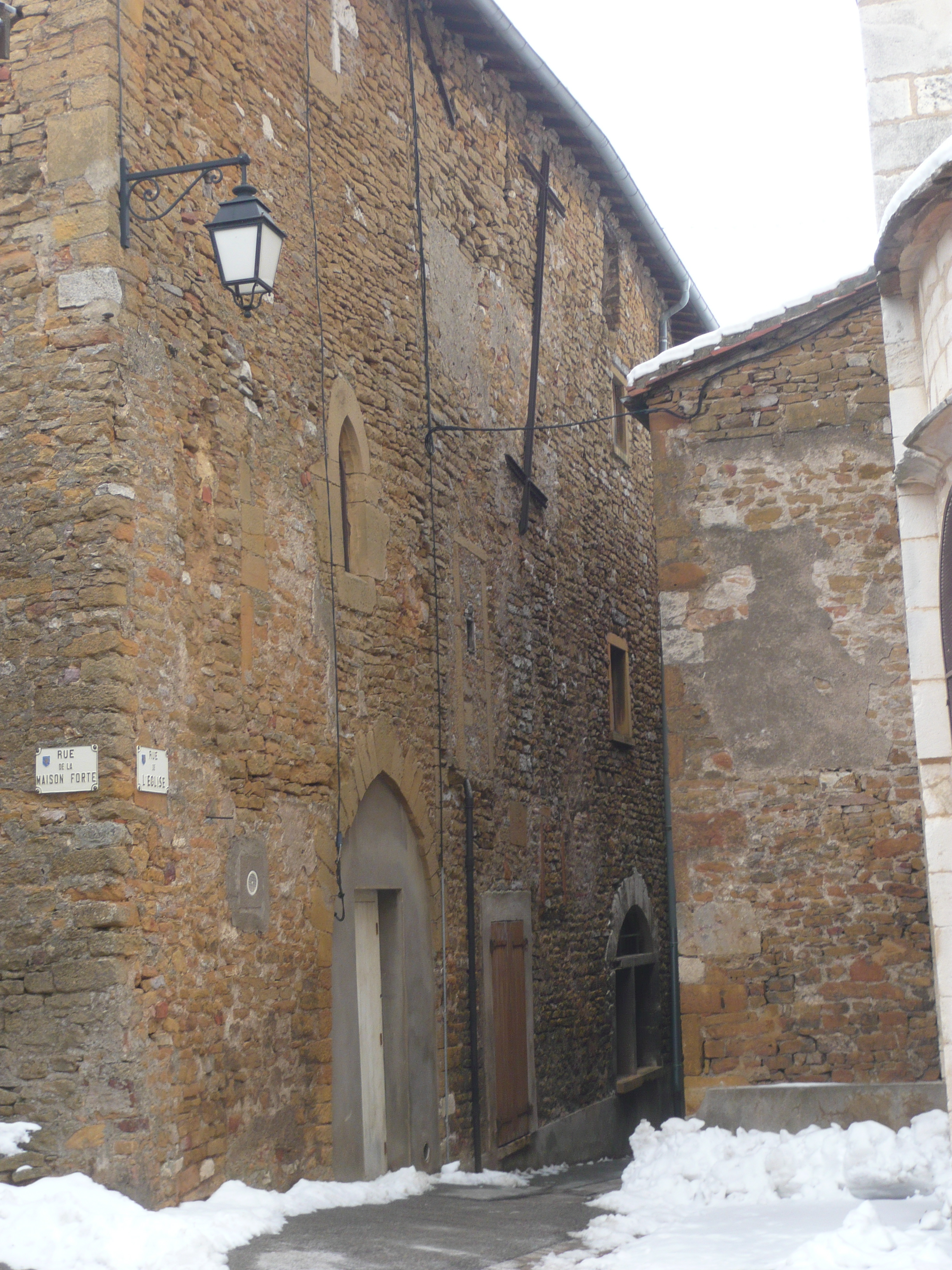
Le bourg médiéval de Charnay.
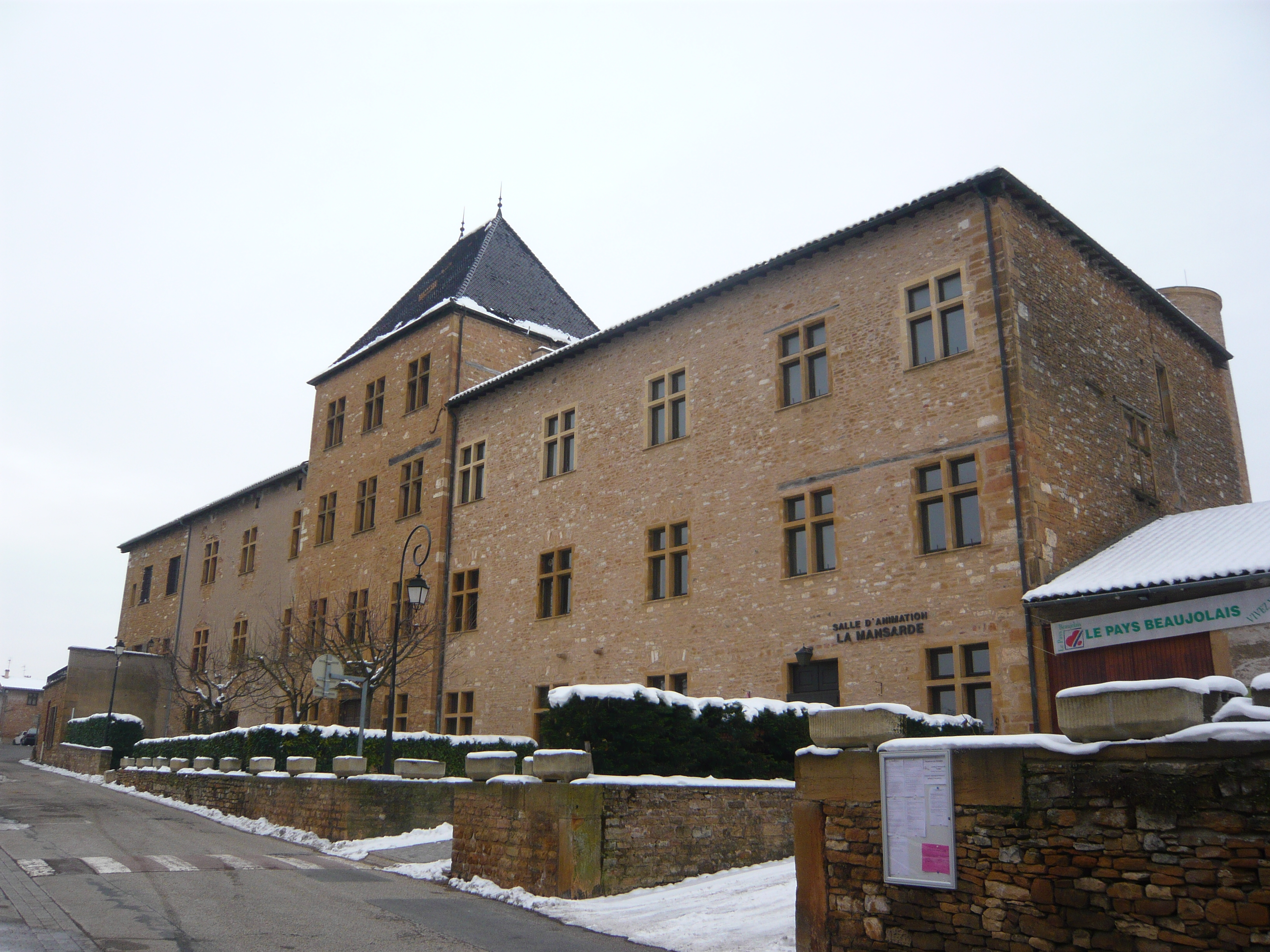
Le château de la Mansarde (XVIe siècle).
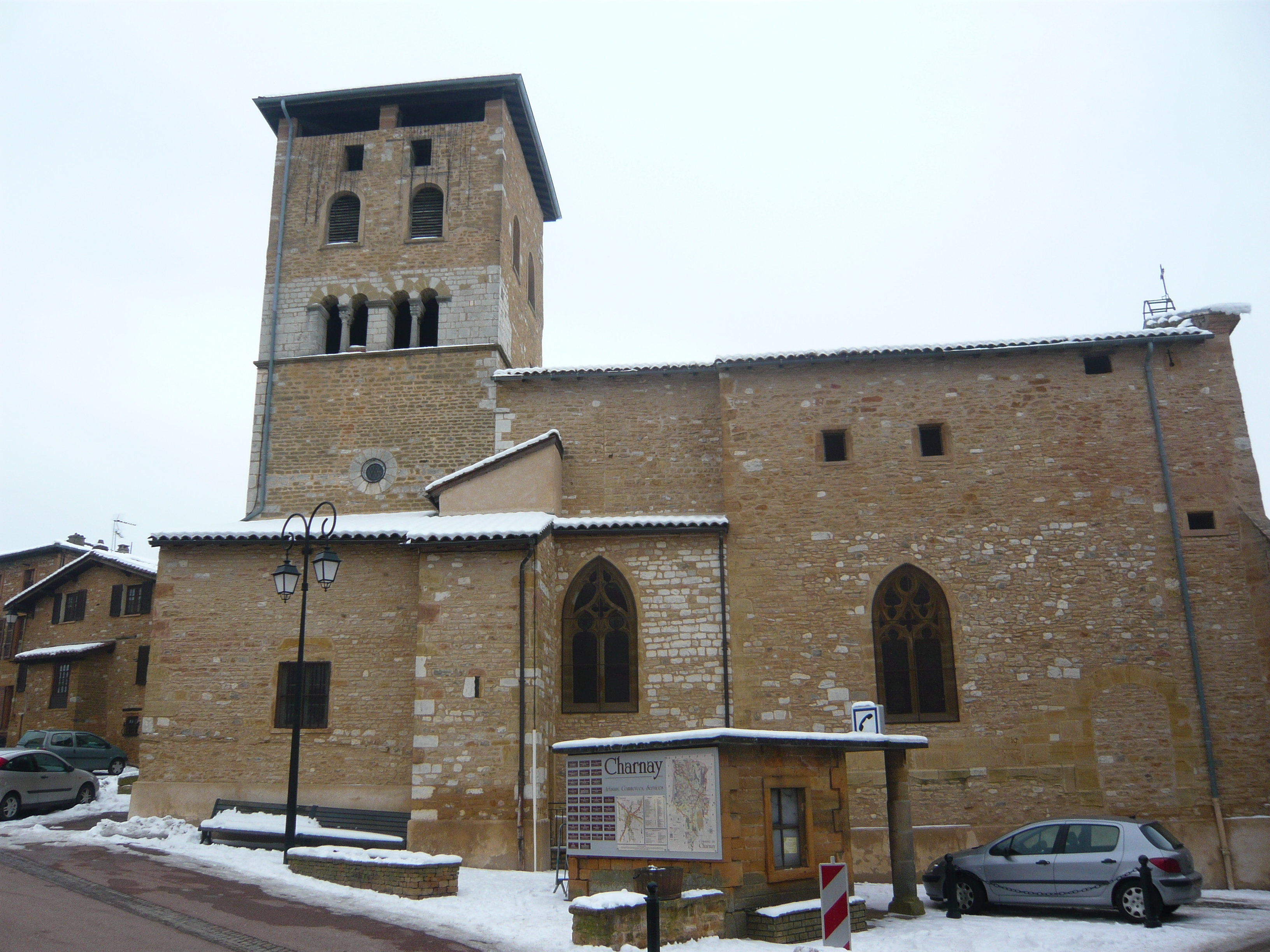
L'église Saint-Christophe.

### Espaces verts et fleurissement
En 2014, la commune obtient le niveau « une fleur » au concours des villes et villages fleuris.